# Lista de asteroides (56001-57000)
Esta é uma lista parcial de asteroides, do asteroide número 56001 até o 57000, inclusive. Veja também o índice com todas as listas disponíveis.

| Objeto Próximos à Terra | Cinturão de asteroides (interno) | Cinturão de asteroides (externo) | Centauro       |
| Cruzador de Marte       | Cinturão de asteroides (meio)    | Troianos de Júpiter              | Transnetuniano |

Veja mais dados de cada asteroide na ligação externa para o Minor Planet Center na última coluna.
Índice: 56001... 56101... 56201... 56301... 56401... 56501... 56601... 56701... 56801... 56901... 

## 56001–56100
| Designação         | Designação | Descoberta  | Descoberta          | Descobridor(es)          | Categoria | Mais informações / Referência |
| Permanente         | Provisória | Data        | Local               | Descobridor(es)          | Categoria | Mais informações / Referência |
| ------------------ | ---------- | ----------- | ------------------- | ------------------------ | --------- | ----------------------------- |
| 56001              | 1998 SR146 | 20 set 1998 | La Silla            | E. W. Elst               | —         | MPC                           |
| 56002              | 1998 SJ147 | 20 set 1998 | La Silla            | E. W. Elst               | —         | MPC                           |
| 56003              | 1998 SB156 | 26 set 1998 | Socorro             | LINEAR                   | —         | MPC                           |
| 56004              | 1998 SO161 | 26 set 1998 | Socorro             | LINEAR                   | —         | MPC                           |
| 56005              | 1998 SK169 | 22 set 1998 | Anderson Mesa       | LONEOS                   | —         | MPC                           |
| 56006              | 1998 TJ13  | 13 out 1998 | Kitt Peak           | Spacewatch               | —         | MPC                           |
| 56007              | 1998 TP14  | 14 out 1998 | Kitt Peak           | Spacewatch               | —         | MPC                           |
| 56008              | 1998 TL20  | 13 out 1998 | Kitt Peak           | Spacewatch               | —         | MPC                           |
| 56009              | 1998 TZ33  | 14 out 1998 | Anderson Mesa       | LONEOS                   | —         | MPC                           |
| 56010              | 1998 UJ8   | 24 out 1998 | Oizumi              | T. Kobayashi             | —         | MPC                           |
| 56011              | 1998 UJ16  | 23 out 1998 | Caussols            | ODAS                     | —         | MPC                           |
| 56012              | 1998 UE19  | 27 out 1998 | Višnjan Observatory | K. Korlević              | —         | MPC                           |
| 56013              | 1998 UB21  | 29 out 1998 | Višnjan Observatory | K. Korlević              | —         | MPC                           |
| 56014              | 1998 UO25  | 18 out 1998 | La Silla            | E. W. Elst               | —         | MPC                           |
| 56015              | 1998 UH26  | 18 out 1998 | La Silla            | E. W. Elst               | —         | MPC                           |
| 56016              | 1998 UO36  | 28 out 1998 | Socorro             | LINEAR                   | —         | MPC                           |
| 56017              | 1998 VC4   | 11 nov 1998 | Caussols            | ODAS                     | Mitidika  | MPC                           |
| 56018              | 1998 VH4   | 11 nov 1998 | Caussols            | ODAS                     | —         | MPC                           |
| 56019              | 1998 VS4   | 11 nov 1998 | Socorro             | LINEAR                   | —         | MPC                           |
| 56020              | 1998 VW10  | 10 nov 1998 | Socorro             | LINEAR                   | —         | MPC                           |
| 56021              | 1998 VD16  | 10 nov 1998 | Socorro             | LINEAR                   | —         | MPC                           |
| 56022              | 1998 VL23  | 10 nov 1998 | Socorro             | LINEAR                   | —         | MPC                           |
| 56023              | 1998 VX28  | 10 nov 1998 | Socorro             | LINEAR                   | —         | MPC                           |
| 56024              | 1998 VA30  | 10 nov 1998 | Socorro             | LINEAR                   | —         | MPC                           |
| 56025              | 1998 VW30  | 10 nov 1998 | Socorro             | LINEAR                   | —         | MPC                           |
| 56026              | 1998 VN52  | 13 nov 1998 | Socorro             | LINEAR                   | —         | MPC                           |
| 56027              | 1998 WG1   | 18 nov 1998 | Catalina            | CSS                      | —         | MPC                           |
| 56028              | 1998 WA14  | 21 nov 1998 | Socorro             | LINEAR                   | —         | MPC                           |
| 56029              | 1998 WZ15  | 21 nov 1998 | Socorro             | LINEAR                   | —         | MPC                           |
| 56030              | 1998 WH16  | 21 nov 1998 | Socorro             | LINEAR                   | —         | MPC                           |
| 56031              | 1998 WO18  | 21 nov 1998 | Socorro             | LINEAR                   | —         | MPC                           |
| 56032              | 1998 WX18  | 21 nov 1998 | Socorro             | LINEAR                   | —         | MPC                           |
| 56033              | 1998 WF19  | 21 nov 1998 | Socorro             | LINEAR                   | —         | MPC                           |
| 56034              | 1998 WS19  | 25 nov 1998 | Socorro             | LINEAR                   | —         | MPC                           |
| 56035              | 1998 WV20  | 18 nov 1998 | Socorro             | LINEAR                   | —         | MPC                           |
| 56036              | 1998 WH31  | 23 nov 1998 | Catalina            | CSS                      | —         | MPC                           |
| 56037              | 1998 WF32  | 20 nov 1998 | Anderson Mesa       | LONEOS                   | —         | MPC                           |
| 56038              | 1998 XC3   | 7 dez 1998  | Colleverde          | V. S. Casulli            | —         | MPC                           |
| 56039              | 1998 XO3   | 9 dez 1998  | Oizumi              | T. Kobayashi             | —         | MPC                           |
| 56040              | 1998 XP3   | 9 dez 1998  | Oizumi              | T. Kobayashi             | —         | MPC                           |
| 56041 Luciendumont | 1998 XO4   | 8 dez 1998  | Blauvac             | R. Roy                   | —         | MPC                           |
| 56042              | 1998 XW10  | 15 dez 1998 | Caussols            | ODAS                     | —         | MPC                           |
| 56043              | 1998 XQ11  | 14 dez 1998 | Prescott            | P. G. Comba              | —         | MPC                           |
| 56044              | 1998 XU17  | 15 dez 1998 | Woomera             | F. B. Zoltowski          | —         | MPC                           |
| 56045              | 1998 XD21  | 10 dez 1998 | Kitt Peak           | Spacewatch               | —         | MPC                           |
| 56046              | 1998 XC26  | 15 dez 1998 | Xinglong            | SCAP                     | —         | MPC                           |
| 56047              | 1998 XK36  | 14 dez 1998 | Socorro             | LINEAR                   | —         | MPC                           |
| 56048              | 1998 XV39  | 14 dez 1998 | Socorro             | LINEAR                   | —         | MPC                           |
| 56049              | 1998 XA44  | 14 dez 1998 | Socorro             | LINEAR                   | —         | MPC                           |
| 56050              | 1998 XG45  | 14 dez 1998 | Socorro             | LINEAR                   | —         | MPC                           |
| 56051              | 1998 XF50  | 14 dez 1998 | Socorro             | LINEAR                   | —         | MPC                           |
| 56052              | 1998 XN50  | 14 dez 1998 | Socorro             | LINEAR                   | —         | MPC                           |
| 56053              | 1998 XG52  | 14 dez 1998 | Socorro             | LINEAR                   | —         | MPC                           |
| 56054              | 1998 XR52  | 14 dez 1998 | Socorro             | LINEAR                   | —         | MPC                           |
| 56055              | 1998 XB54  | 14 dez 1998 | Socorro             | LINEAR                   | —         | MPC                           |
| 56056              | 1998 XP58  | 15 dez 1998 | Socorro             | LINEAR                   | —         | MPC                           |
| 56057              | 1998 XZ59  | 15 dez 1998 | Socorro             | LINEAR                   | —         | MPC                           |
| 56058              | 1998 XL62  | 11 dez 1998 | Socorro             | LINEAR                   | —         | MPC                           |
| 56059              | 1998 XE64  | 14 dez 1998 | Socorro             | LINEAR                   | —         | MPC                           |
| 56060              | 1998 XT70  | 14 dez 1998 | Socorro             | LINEAR                   | —         | MPC                           |
| 56061              | 1998 XY90  | 15 dez 1998 | Socorro             | LINEAR                   | —         | MPC                           |
| 56062              | 1998 XD91  | 15 dez 1998 | Socorro             | LINEAR                   | —         | MPC                           |
| 56063              | 1998 XM93  | 15 dez 1998 | Socorro             | LINEAR                   | —         | MPC                           |
| 56064              | 1998 XW93  | 15 dez 1998 | Socorro             | LINEAR                   | —         | MPC                           |
| 56065              | 1998 XB97  | 12 dez 1998 | Mérida              | O. A. Naranjo            | —         | MPC                           |
| 56066              | 1998 YA    | 16 dez 1998 | Višnjan Observatory | K. Korlević              | Mitidika  | MPC                           |
| 56067              | 1998 YH2   | 17 dez 1998 | Caussols            | ODAS                     | Phocaea   | MPC                           |
| 56068              | 1998 YQ2   | 17 dez 1998 | Caussols            | ODAS                     | —         | MPC                           |
| 56069              | 1998 YL5   | 17 dez 1998 | Gekko               | T. Kagawa                | —         | MPC                           |
| 56070              | 1998 YQ5   | 21 dez 1998 | Oizumi              | T. Kobayashi             | —         | MPC                           |
| 56071              | 1998 YF6   | 22 dez 1998 | Catalina            | CSS                      | —         | MPC                           |
| 56072              | 1998 YK8   | 24 dez 1998 | Oizumi              | T. Kobayashi             | —         | MPC                           |
| 56073              | 1998 YO10  | 26 dez 1998 | San Marcello        | M. Tombelli, A. Boattini | —         | MPC                           |
| 56074              | 1998 YG18  | 25 dez 1998 | Kitt Peak           | Spacewatch               | —         | MPC                           |
| 56075              | 1998 YV21  | 26 dez 1998 | Kitt Peak           | Spacewatch               | Phocaea   | MPC                           |
| 56076              | 1998 YV29  | 27 dez 1998 | Anderson Mesa       | LONEOS                   | —         | MPC                           |
| 56077              | 1998 YD32  | 21 dez 1998 | Socorro             | LINEAR                   | —         | MPC                           |
| 56078              | 1999 AT    | 7 jan 1999  | Oizumi              | T. Kobayashi             | —         | MPC                           |
| 56079              | 1999 AS2   | 9 jan 1999  | Oizumi              | T. Kobayashi             | —         | MPC                           |
| 56080              | 1999 AN3   | 9 jan 1999  | Gekko               | T. Kagawa                | —         | MPC                           |
| 56081              | 1999 AU8   | 10 jan 1999 | Fair Oaks Ranch     | J. V. McClusky           | —         | MPC                           |
| 56082              | 1999 AK9   | 9 jan 1999  | Xinglong            | SCAP                     | —         | MPC                           |
| 56083              | 1999 AQ16  | 10 jan 1999 | Kitt Peak           | Spacewatch               | —         | MPC                           |
| 56084              | 1999 AN19  | 13 jan 1999 | Kitt Peak           | Spacewatch               | —         | MPC                           |
| 56085              | 1999 AV19  | 13 jan 1999 | Kitt Peak           | Spacewatch               | —         | MPC                           |
| 56086              | 1999 AA21  | 13 jan 1999 | Nachi-Katsuura      | Y. Shimizu, T. Urata     | —         | MPC                           |
| 56087              | 1999 AH22  | 13 jan 1999 | Xinglong            | SCAP                     | —         | MPC                           |
| 56088 Wuheng       | 1999 AZ23  | 14 jan 1999 | Xinglong            | SCAP                     | —         | MPC                           |
| 56089              | 1999 AY25  | 6 jan 1999  | Višnjan Observatory | K. Korlević              | —         | MPC                           |
| 56090              | 1999 BE    | 16 jan 1999 | Oizumi              | T. Kobayashi             | —         | MPC                           |
| 56091              | 1999 BJ    | 16 jan 1999 | Oizumi              | T. Kobayashi             | —         | MPC                           |
| 56092              | 1999 BK    | 16 jan 1999 | Oizumi              | T. Kobayashi             | Eos       | MPC                           |
| 56093              | 1999 BM5   | 18 jan 1999 | Kitt Peak           | Spacewatch               | Chloris   | MPC                           |
| 56094              | 1999 BW5   | 20 jan 1999 | Višnjan Observatory | K. Korlević              | —         | MPC                           |
| 56095              | 1999 BL6   | 20 jan 1999 | Caussols            | ODAS                     | —         | MPC                           |
| 56096              | 1999 BA9   | 22 jan 1999 | Višnjan Observatory | K. Korlević              | Phocaea   | MPC                           |
| 56097              | 1999 BC12  | 21 jan 1999 | Uto                 | F. Uto                   | —         | MPC                           |
| 56098              | 1999 BE13  | 24 jan 1999 | Višnjan Observatory | K. Korlević              | —         | MPC                           |
| 56099              | 1999 BL13  | 25 jan 1999 | Višnjan Observatory | K. Korlević              | —         | MPC                           |
| 56100 Luisapolli   | 1999 BM14  | 24 jan 1999 | Gnosca              | S. Sposetti              | —         | MPC                           |

## 56101–56200
| Designação | Designação | Descoberta  | Descoberta          | Descobridor(es) | Categoria | Mais informações / Referência |
| Permanente | Provisória | Data        | Local               | Descobridor(es) | Categoria | Mais informações / Referência |
| ---------- | ---------- | ----------- | ------------------- | --------------- | --------- | ----------------------------- |
| 56101      | 1999 BW14  | 18 jan 1999 | Uenohara            | N. Kawasato     | —         | MPC                           |
| 56102      | 1999 BD15  | 24 jan 1999 | Višnjan Observatory | K. Korlević     | —         | MPC                           |
| 56103      | 1999 BU19  | 16 jan 1999 | Socorro             | LINEAR          | —         | MPC                           |
| 56104      | 1999 BA20  | 16 jan 1999 | Socorro             | LINEAR          | —         | MPC                           |
| 56105      | 1999 BB20  | 16 jan 1999 | Socorro             | LINEAR          | —         | MPC                           |
| 56106      | 1999 BG24  | 18 jan 1999 | Socorro             | LINEAR          | —         | MPC                           |
| 56107      | 1999 BT25  | 18 jan 1999 | Socorro             | LINEAR          | —         | MPC                           |
| 56108      | 1999 BN26  | 16 jan 1999 | Kitt Peak           | Spacewatch      | —         | MPC                           |
| 56109      | 1999 BB32  | 19 jan 1999 | Kitt Peak           | Spacewatch      | —         | MPC                           |
| 56110      | 1999 CO1   | 7 fev 1999  | Oizumi              | T. Kobayashi    | —         | MPC                           |
| 56111      | 1999 CO2   | 6 fev 1999  | Xinglong            | SCAP            | —         | MPC                           |
| 56112      | 1999 CK5   | 12 fev 1999 | Oohira              | T. Urata        | —         | MPC                           |
| 56113      | 1999 CQ5   | 12 fev 1999 | Oizumi              | T. Kobayashi    | —         | MPC                           |
| 56114      | 1999 CA6   | 10 fev 1999 | Socorro             | LINEAR          | —         | MPC                           |
| 56115      | 1999 CN7   | 10 fev 1999 | Socorro             | LINEAR          | —         | MPC                           |
| 56116      | 1999 CZ7   | 11 fev 1999 | Socorro             | LINEAR          | —         | MPC                           |
| 56117      | 1999 CC9   | 13 fev 1999 | Reedy Creek         | J. Broughton    | Phocaea   | MPC                           |
| 56118      | 1999 CF14  | 13 fev 1999 | Višnjan Observatory | K. Korlević     | —         | MPC                           |
| 56119      | 1999 CZ18  | 10 fev 1999 | Socorro             | LINEAR          | —         | MPC                           |
| 56120      | 1999 CL19  | 10 fev 1999 | Socorro             | LINEAR          | —         | MPC                           |
| 56121      | 1999 CB20  | 10 fev 1999 | Socorro             | LINEAR          | Koronis   | MPC                           |
| 56122      | 1999 CS20  | 10 fev 1999 | Socorro             | LINEAR          | —         | MPC                           |
| 56123      | 1999 CR23  | 10 fev 1999 | Socorro             | LINEAR          | —         | MPC                           |
| 56124      | 1999 CH24  | 10 fev 1999 | Socorro             | LINEAR          | Eos       | MPC                           |
| 56125      | 1999 CC25  | 10 fev 1999 | Socorro             | LINEAR          | —         | MPC                           |
| 56126      | 1999 CT31  | 10 fev 1999 | Socorro             | LINEAR          | —         | MPC                           |
| 56127      | 1999 CC34  | 10 fev 1999 | Socorro             | LINEAR          | —         | MPC                           |
| 56128      | 1999 CX37  | 10 fev 1999 | Socorro             | LINEAR          | —         | MPC                           |
| 56129      | 1999 CH43  | 10 fev 1999 | Socorro             | LINEAR          | —         | MPC                           |
| 56130      | 1999 CM45  | 10 fev 1999 | Socorro             | LINEAR          | —         | MPC                           |
| 56131      | 1999 CY48  | 10 fev 1999 | Socorro             | LINEAR          | —         | MPC                           |
| 56132      | 1999 CO49  | 10 fev 1999 | Socorro             | LINEAR          | —         | MPC                           |
| 56133      | 1999 CX51  | 10 fev 1999 | Socorro             | LINEAR          | —         | MPC                           |
| 56134      | 1999 CJ53  | 10 fev 1999 | Socorro             | LINEAR          | —         | MPC                           |
| 56135      | 1999 CJ55  | 10 fev 1999 | Socorro             | LINEAR          | —         | MPC                           |
| 56136      | 1999 CK55  | 10 fev 1999 | Socorro             | LINEAR          | —         | MPC                           |
| 56137      | 1999 CW55  | 10 fev 1999 | Socorro             | LINEAR          | —         | MPC                           |
| 56138      | 1999 CY56  | 10 fev 1999 | Socorro             | LINEAR          | —         | MPC                           |
| 56139      | 1999 CV58  | 10 fev 1999 | Socorro             | LINEAR          | Phocaea   | MPC                           |
| 56140      | 1999 CN62  | 12 fev 1999 | Socorro             | LINEAR          | —         | MPC                           |
| 56141      | 1999 CR76  | 12 fev 1999 | Socorro             | LINEAR          | —         | MPC                           |
| 56142      | 1999 CZ77  | 12 fev 1999 | Socorro             | LINEAR          | —         | MPC                           |
| 56143      | 1999 CO82  | 10 fev 1999 | Socorro             | LINEAR          | —         | MPC                           |
| 56144      | 1999 CB83  | 10 fev 1999 | Socorro             | LINEAR          | —         | MPC                           |
| 56145      | 1999 CN84  | 10 fev 1999 | Socorro             | LINEAR          | —         | MPC                           |
| 56146      | 1999 CR85  | 10 fev 1999 | Socorro             | LINEAR          | —         | MPC                           |
| 56147      | 1999 CV85  | 10 fev 1999 | Socorro             | LINEAR          | —         | MPC                           |
| 56148      | 1999 CP93  | 10 fev 1999 | Socorro             | LINEAR          | —         | MPC                           |
| 56149      | 1999 CP98  | 10 fev 1999 | Socorro             | LINEAR          | —         | MPC                           |
| 56150      | 1999 CT103 | 12 fev 1999 | Socorro             | LINEAR          | —         | MPC                           |
| 56151      | 1999 CX104 | 12 fev 1999 | Socorro             | LINEAR          | —         | MPC                           |
| 56152      | 1999 CK106 | 12 fev 1999 | Socorro             | LINEAR          | —         | MPC                           |
| 56153      | 1999 CT114 | 12 fev 1999 | Socorro             | LINEAR          | —         | MPC                           |
| 56154      | 1999 CU119 | 11 fev 1999 | Socorro             | LINEAR          | Phocaea   | MPC                           |
| 56155      | 1999 CY119 | 11 fev 1999 | Socorro             | LINEAR          | —         | MPC                           |
| 56156      | 1999 CG123 | 11 fev 1999 | Socorro             | LINEAR          | —         | MPC                           |
| 56157      | 1999 CG135 | 8 fev 1999  | Kitt Peak           | Spacewatch      | —         | MPC                           |
| 56158      | 1999 CG138 | 11 fev 1999 | Kitt Peak           | Spacewatch      | —         | MPC                           |
| 56159      | 1999 CK147 | 9 fev 1999  | Kitt Peak           | Spacewatch      | —         | MPC                           |
| 56160      | 1999 CY150 | 8 fev 1999  | Kitt Peak           | Spacewatch      | —         | MPC                           |
| 56161      | 1999 CG158 | 12 fev 1999 | Socorro             | LINEAR          | —         | MPC                           |
| 56162      | 1999 DX2   | 20 fev 1999 | Oohira              | T. Urata        | —         | MPC                           |
| 56163      | 1999 DE3   | 22 fev 1999 | Prescott            | P. G. Comba     | —         | MPC                           |
| 56164      | 1999 DW7   | 18 fev 1999 | Anderson Mesa       | LONEOS          | —         | MPC                           |
| 56165      | 1999 EZ2   | 8 mar 1999  | Višnjan Observatory | K. Korlević     | —         | MPC                           |
| 56166      | 1999 ER6   | 14 mar 1999 | Kitt Peak           | Spacewatch      | —         | MPC                           |
| 56167      | 1999 EU11  | 12 mar 1999 | Socorro             | LINEAR          | —         | MPC                           |
| 56168      | 1999 FS5   | 19 mar 1999 | Farra d'Isonzo      | Farra d'Isonzo  | —         | MPC                           |
| 56169      | 1999 FU5   | 16 mar 1999 | Caussols            | ODAS            | —         | MPC                           |
| 56170      | 1999 FK6   | 17 mar 1999 | Caussols            | ODAS            | —         | MPC                           |
| 56171      | 1999 FR6   | 19 mar 1999 | Caussols            | ODAS            | —         | MPC                           |
| 56172      | 1999 FD7   | 20 mar 1999 | Caussols            | ODAS            | —         | MPC                           |
| 56173      | 1999 FV9   | 22 mar 1999 | Anderson Mesa       | LONEOS          | —         | MPC                           |
| 56174      | 1999 FQ13  | 19 mar 1999 | Kitt Peak           | Spacewatch      | —         | MPC                           |
| 56175      | 1999 FY24  | 19 mar 1999 | Socorro             | LINEAR          | Phocaea   | MPC                           |
| 56176      | 1999 FK25  | 19 mar 1999 | Socorro             | LINEAR          | —         | MPC                           |
| 56177      | 1999 FU25  | 19 mar 1999 | Socorro             | LINEAR          | —         | MPC                           |
| 56178      | 1999 FQ26  | 19 mar 1999 | Socorro             | LINEAR          | —         | MPC                           |
| 56179      | 1999 FS26  | 19 mar 1999 | Socorro             | LINEAR          | —         | MPC                           |
| 56180      | 1999 FJ29  | 19 mar 1999 | Socorro             | LINEAR          | —         | MPC                           |
| 56181      | 1999 FU29  | 19 mar 1999 | Socorro             | LINEAR          | —         | MPC                           |
| 56182      | 1999 FE31  | 19 mar 1999 | Socorro             | LINEAR          | —         | MPC                           |
| 56183      | 1999 FF34  | 19 mar 1999 | Socorro             | LINEAR          | —         | MPC                           |
| 56184      | 1999 FB35  | 19 mar 1999 | Socorro             | LINEAR          | —         | MPC                           |
| 56185      | 1999 FJ35  | 19 mar 1999 | Socorro             | LINEAR          | —         | MPC                           |
| 56186      | 1999 FW36  | 20 mar 1999 | Socorro             | LINEAR          | —         | MPC                           |
| 56187      | 1999 FR39  | 20 mar 1999 | Socorro             | LINEAR          | —         | MPC                           |
| 56188      | 1999 FA40  | 20 mar 1999 | Socorro             | LINEAR          | —         | MPC                           |
| 56189      | 1999 FS44  | 20 mar 1999 | Socorro             | LINEAR          | —         | MPC                           |
| 56190      | 1999 FQ47  | 20 mar 1999 | Socorro             | LINEAR          | —         | MPC                           |
| 56191      | 1999 FP49  | 20 mar 1999 | Socorro             | LINEAR          | —         | MPC                           |
| 56192      | 1999 FD59  | 20 mar 1999 | Socorro             | LINEAR          | —         | MPC                           |
| 56193      | 1999 GN1   | 8 abr 1999  | Oizumi              | T. Kobayashi    | Phocaea   | MPC                           |
| 56194      | 1999 GV5   | 15 abr 1999 | Reedy Creek         | J. Broughton    | —         | MPC                           |
| 56195      | 1999 GX6   | 14 abr 1999 | Socorro             | LINEAR          | —         | MPC                           |
| 56196      | 1999 GF7   | 13 abr 1999 | Xinglong            | SCAP            | —         | MPC                           |
| 56197      | 1999 GF8   | 9 abr 1999  | Anderson Mesa       | LONEOS          | —         | MPC                           |
| 56198      | 1999 GB9   | 10 abr 1999 | Anderson Mesa       | LONEOS          | Phocaea   | MPC                           |
| 56199      | 1999 GG11  | 11 abr 1999 | Kitt Peak           | Spacewatch      | —         | MPC                           |
| 56200      | 1999 GU16  | 15 abr 1999 | Socorro             | LINEAR          | —         | MPC                           |

## 56201–56300
| Designação  | Designação | Descoberta  | Descoberta     | Descobridor(es)         | Categoria | Mais informações / Referência |
| Permanente  | Provisória | Data        | Local          | Descobridor(es)         | Categoria | Mais informações / Referência |
| ----------- | ---------- | ----------- | -------------- | ----------------------- | --------- | ----------------------------- |
| 56201       | 1999 GD17  | 15 abr 1999 | Socorro        | LINEAR                  | —         | MPC                           |
| 56202       | 1999 GA19  | 15 abr 1999 | Socorro        | LINEAR                  | —         | MPC                           |
| 56203       | 1999 GU20  | 15 abr 1999 | Socorro        | LINEAR                  | —         | MPC                           |
| 56204       | 1999 GQ22  | 6 abr 1999  | Socorro        | LINEAR                  | —         | MPC                           |
| 56205       | 1999 GX23  | 6 abr 1999  | Socorro        | LINEAR                  | —         | MPC                           |
| 56206       | 1999 GU34  | 6 abr 1999  | Socorro        | LINEAR                  | —         | MPC                           |
| 56207       | 1999 GU35  | 7 abr 1999  | Socorro        | LINEAR                  | —         | MPC                           |
| 56208       | 1999 GY35  | 7 abr 1999  | Socorro        | LINEAR                  | Brangane  | MPC                           |
| 56209       | 1999 GB37  | 10 abr 1999 | Socorro        | LINEAR                  | Phocaea   | MPC                           |
| 56210       | 1999 GX41  | 12 abr 1999 | Socorro        | LINEAR                  | —         | MPC                           |
| 56211       | 1999 GG43  | 12 abr 1999 | Socorro        | LINEAR                  | —         | MPC                           |
| 56212       | 1999 GJ45  | 12 abr 1999 | Socorro        | LINEAR                  | Phocaea   | MPC                           |
| 56213       | 1999 GW50  | 10 abr 1999 | Anderson Mesa  | LONEOS                  | —         | MPC                           |
| 56214       | 1999 GC61  | 15 abr 1999 | Socorro        | LINEAR                  | —         | MPC                           |
| 56215       | 1999 HH    | 17 abr 1999 | Prescott       | P. G. Comba             | —         | MPC                           |
| 56216       | 1999 HJ2   | 19 abr 1999 | Majorca        | Á. López J., R. Pacheco | —         | MPC                           |
| 56217       | 1999 HH3   | 25 abr 1999 | Gekko          | T. Kagawa               | Phocaea   | MPC                           |
| 56218       | 1999 HP4   | 26 abr 1999 | Woomera        | F. B. Zoltowski         | —         | MPC                           |
| 56219       | 1999 HP6   | 19 abr 1999 | Kitt Peak      | Spacewatch              | —         | MPC                           |
| 56220       | 1999 HC11  | 17 abr 1999 | Socorro        | LINEAR                  | —         | MPC                           |
| 56221       | 1999 JK7   | 8 mai 1999  | Catalina       | CSS                     | Brangane  | MPC                           |
| 56222       | 1999 JF9   | 7 mai 1999  | Catalina       | CSS                     | —         | MPC                           |
| 56223       | 1999 JP10  | 8 mai 1999  | Catalina       | CSS                     | —         | MPC                           |
| 56224       | 1999 JE12  | 13 mai 1999 | Socorro        | LINEAR                  | —         | MPC                           |
| 56225       | 1999 JL19  | 10 mai 1999 | Socorro        | LINEAR                  | —         | MPC                           |
| 56226       | 1999 JQ23  | 10 mai 1999 | Socorro        | LINEAR                  | —         | MPC                           |
| 56227       | 1999 JT23  | 10 mai 1999 | Socorro        | LINEAR                  | —         | MPC                           |
| 56228       | 1999 JX24  | 10 mai 1999 | Socorro        | LINEAR                  | —         | MPC                           |
| 56229       | 1999 JY27  | 10 mai 1999 | Socorro        | LINEAR                  | —         | MPC                           |
| 56230       | 1999 JJ28  | 10 mai 1999 | Socorro        | LINEAR                  | —         | MPC                           |
| 56231       | 1999 JZ30  | 10 mai 1999 | Socorro        | LINEAR                  | —         | MPC                           |
| 56232       | 1999 JM31  | 10 mai 1999 | Socorro        | LINEAR                  | —         | MPC                           |
| 56233       | 1999 JK42  | 10 mai 1999 | Socorro        | LINEAR                  | —         | MPC                           |
| 56234       | 1999 JL42  | 10 mai 1999 | Socorro        | LINEAR                  | —         | MPC                           |
| 56235       | 1999 JX43  | 10 mai 1999 | Socorro        | LINEAR                  | —         | MPC                           |
| 56236       | 1999 JP44  | 10 mai 1999 | Socorro        | LINEAR                  | —         | MPC                           |
| 56237       | 1999 JB45  | 10 mai 1999 | Socorro        | LINEAR                  | —         | MPC                           |
| 56238       | 1999 JA46  | 10 mai 1999 | Socorro        | LINEAR                  | —         | MPC                           |
| 56239       | 1999 JO46  | 10 mai 1999 | Socorro        | LINEAR                  | —         | MPC                           |
| 56240       | 1999 JV51  | 10 mai 1999 | Socorro        | LINEAR                  | —         | MPC                           |
| 56241       | 1999 JU53  | 10 mai 1999 | Socorro        | LINEAR                  | —         | MPC                           |
| 56242       | 1999 JZ55  | 10 mai 1999 | Socorro        | LINEAR                  | —         | MPC                           |
| 56243       | 1999 JZ60  | 10 mai 1999 | Socorro        | LINEAR                  | —         | MPC                           |
| 56244       | 1999 JH62  | 10 mai 1999 | Socorro        | LINEAR                  | —         | MPC                           |
| 56245       | 1999 JZ69  | 12 mai 1999 | Socorro        | LINEAR                  | —         | MPC                           |
| 56246       | 1999 JK72  | 12 mai 1999 | Socorro        | LINEAR                  | —         | MPC                           |
| 56247       | 1999 JZ72  | 12 mai 1999 | Socorro        | LINEAR                  | —         | MPC                           |
| 56248       | 1999 JQ74  | 12 mai 1999 | Socorro        | LINEAR                  | —         | MPC                           |
| 56249       | 1999 JS74  | 12 mai 1999 | Socorro        | LINEAR                  | —         | MPC                           |
| 56250       | 1999 JE76  | 10 mai 1999 | Socorro        | LINEAR                  | —         | MPC                           |
| 56251       | 1999 JR77  | 12 mai 1999 | Socorro        | LINEAR                  | —         | MPC                           |
| 56252       | 1999 JF78  | 13 mai 1999 | Socorro        | LINEAR                  | —         | MPC                           |
| 56253       | 1999 JH79  | 13 mai 1999 | Socorro        | LINEAR                  | —         | MPC                           |
| 56254       | 1999 JO81  | 12 mai 1999 | Socorro        | LINEAR                  | Phocaea   | MPC                           |
| 56255       | 1999 JV81  | 12 mai 1999 | Socorro        | LINEAR                  | —         | MPC                           |
| 56256       | 1999 JO82  | 12 mai 1999 | Socorro        | LINEAR                  | —         | MPC                           |
| 56257       | 1999 JZ82  | 12 mai 1999 | Socorro        | LINEAR                  | —         | MPC                           |
| 56258       | 1999 JH83  | 12 mai 1999 | Socorro        | LINEAR                  | —         | MPC                           |
| 56259       | 1999 JY86  | 12 mai 1999 | Socorro        | LINEAR                  | —         | MPC                           |
| 56260       | 1999 JL87  | 12 mai 1999 | Socorro        | LINEAR                  | —         | MPC                           |
| 56261       | 1999 JT87  | 12 mai 1999 | Socorro        | LINEAR                  | —         | MPC                           |
| 56262       | 1999 JE89  | 12 mai 1999 | Socorro        | LINEAR                  | —         | MPC                           |
| 56263       | 1999 JF95  | 12 mai 1999 | Socorro        | LINEAR                  | —         | MPC                           |
| 56264       | 1999 JV95  | 12 mai 1999 | Socorro        | LINEAR                  | Brangane  | MPC                           |
| 56265       | 1999 JD96  | 12 mai 1999 | Socorro        | LINEAR                  | —         | MPC                           |
| 56266       | 1999 JJ97  | 12 mai 1999 | Socorro        | LINEAR                  | —         | MPC                           |
| 56267       | 1999 JW97  | 12 mai 1999 | Socorro        | LINEAR                  | —         | MPC                           |
| 56268       | 1999 JN98  | 12 mai 1999 | Socorro        | LINEAR                  | —         | MPC                           |
| 56269       | 1999 JB100 | 12 mai 1999 | Socorro        | LINEAR                  | —         | MPC                           |
| 56270       | 1999 JD100 | 12 mai 1999 | Socorro        | LINEAR                  | Brangane  | MPC                           |
| 56271       | 1999 JK102 | 13 mai 1999 | Socorro        | LINEAR                  | —         | MPC                           |
| 56272       | 1999 JS103 | 13 mai 1999 | Socorro        | LINEAR                  | —         | MPC                           |
| 56273       | 1999 JZ103 | 14 mai 1999 | Socorro        | LINEAR                  | —         | MPC                           |
| 56274       | 1999 JM104 | 15 mai 1999 | Socorro        | LINEAR                  | —         | MPC                           |
| 56275       | 1999 JK117 | 13 mai 1999 | Socorro        | LINEAR                  | —         | MPC                           |
| 56276       | 1999 JY123 | 14 mai 1999 | Socorro        | LINEAR                  | —         | MPC                           |
| 56277       | 1999 JU129 | 12 mai 1999 | Socorro        | LINEAR                  | —         | MPC                           |
| 56278       | 1999 KB    | 16 mai 1999 | Woomera        | F. B. Zoltowski         | —         | MPC                           |
| 56279       | 1999 KD1   | 17 mai 1999 | Catalina       | CSS                     | —         | MPC                           |
| 56280 Asemo | 1999 KS5   | 22 mai 1999 | Oaxaca         | J. M. Roe               | —         | MPC                           |
| 56281       | 1999 KQ7   | 18 mai 1999 | Socorro        | LINEAR                  | —         | MPC                           |
| 56282       | 1999 KU13  | 18 mai 1999 | Socorro        | LINEAR                  | Phocaea   | MPC                           |
| 56283       | 1999 LU1   | 4 jun 1999  | Socorro        | LINEAR                  | —         | MPC                           |
| 56284       | 1999 LA2   | 5 jun 1999  | Nachi-Katsuura | Y. Shimizu, T. Urata    | —         | MPC                           |
| 56285       | 1999 LJ3   | 6 jun 1999  | Kitt Peak      | Spacewatch              | —         | MPC                           |
| 56286       | 1999 LG9   | 8 jun 1999  | Socorro        | LINEAR                  | —         | MPC                           |
| 56287       | 1999 LM10  | 8 jun 1999  | Socorro        | LINEAR                  | —         | MPC                           |
| 56288       | 1999 LS11  | 9 jun 1999  | Socorro        | LINEAR                  | —         | MPC                           |
| 56289       | 1999 LM26  | 9 jun 1999  | Socorro        | LINEAR                  | —         | MPC                           |
| 56290       | 1999 LX32  | 8 jun 1999  | Catalina       | CSS                     | —         | MPC                           |
| 56291       | 1999 NG3   | 13 jul 1999 | Socorro        | LINEAR                  | —         | MPC                           |
| 56292       | 1999 NK40  | 14 jul 1999 | Socorro        | LINEAR                  | —         | MPC                           |
| 56293       | 1999 NH44  | 13 jul 1999 | Socorro        | LINEAR                  | —         | MPC                           |
| 56294       | 1999 NF47  | 13 jul 1999 | Socorro        | LINEAR                  | —         | MPC                           |
| 56295       | 1999 NB54  | 12 jul 1999 | Socorro        | LINEAR                  | —         | MPC                           |
| 56296       | 1999 RU39  | 7 set 1999  | Catalina       | CSS                     | —         | MPC                           |
| 56297       | 1999 RT42  | 12 set 1999 | Črni Vrh       | Črni Vrh                | —         | MPC                           |
| 56298       | 1999 RO46  | 7 set 1999  | Socorro        | LINEAR                  | —         | MPC                           |
| 56299       | 1999 RT47  | 7 set 1999  | Socorro        | LINEAR                  | —         | MPC                           |
| 56300       | 1999 RB60  | 7 set 1999  | Socorro        | LINEAR                  | —         | MPC                           |

## 56301–56400
| Designação    | Designação | Descoberta  | Descoberta          | Descobridor(es)          | Categoria | Mais informações / Referência |
| Permanente    | Provisória | Data        | Local               | Descobridor(es)          | Categoria | Mais informações / Referência |
| ------------- | ---------- | ----------- | ------------------- | ------------------------ | --------- | ----------------------------- |
| 56301         | 1999 RP60  | 7 set 1999  | Socorro             | LINEAR                   | —         | MPC                           |
| 56302         | 1999 RW69  | 7 set 1999  | Socorro             | LINEAR                   | —         | MPC                           |
| 56303         | 1999 RW98  | 7 set 1999  | Socorro             | LINEAR                   | —         | MPC                           |
| 56304         | 1999 RB119 | 9 set 1999  | Socorro             | LINEAR                   | Eunomia   | MPC                           |
| 56305         | 1999 RX119 | 9 set 1999  | Socorro             | LINEAR                   | —         | MPC                           |
| 56306         | 1999 RL125 | 9 set 1999  | Socorro             | LINEAR                   | —         | MPC                           |
| 56307         | 1999 RY125 | 9 set 1999  | Socorro             | LINEAR                   | —         | MPC                           |
| 56308         | 1999 RH132 | 9 set 1999  | Socorro             | LINEAR                   | —         | MPC                           |
| 56309         | 1999 RW140 | 9 set 1999  | Socorro             | LINEAR                   | —         | MPC                           |
| 56310         | 1999 RE151 | 9 set 1999  | Socorro             | LINEAR                   | —         | MPC                           |
| 56311         | 1999 RA221 | 5 set 1999  | Anderson Mesa       | LONEOS                   | —         | MPC                           |
| 56312         | 1999 RM224 | 7 set 1999  | Anderson Mesa       | LONEOS                   | —         | MPC                           |
| 56313         | 1999 SV14  | 29 set 1999 | Catalina            | CSS                      | —         | MPC                           |
| 56314         | 1999 TZ97  | 2 out 1999  | Socorro             | LINEAR                   | —         | MPC                           |
| 56315         | 1999 TH121 | 4 out 1999  | Socorro             | LINEAR                   | Eos       | MPC                           |
| 56316         | 1999 TA227 | 4 out 1999  | Catalina            | CSS                      | —         | MPC                           |
| 56317         | 1999 TJ232 | 5 out 1999  | Anderson Mesa       | LONEOS                   | —         | MPC                           |
| 56318         | 1999 UR3   | 20 out 1999 | La Silla            | T. Kranz, C. Wolf        | —         | MPC                           |
| 56319         | 1999 UM10  | 31 out 1999 | Socorro             | LINEAR                   | Juno      | MPC                           |
| 56320         | 1999 VB49  | 3 nov 1999  | Socorro             | LINEAR                   | —         | MPC                           |
| 56321         | 1999 VB53  | 3 nov 1999  | Socorro             | LINEAR                   | —         | MPC                           |
| 56322         | 1999 VH68  | 4 nov 1999  | Socorro             | LINEAR                   | —         | MPC                           |
| 56323         | 1999 VE82  | 5 nov 1999  | Socorro             | LINEAR                   | —         | MPC                           |
| 56324         | 1999 VY175 | 2 nov 1999  | Catalina            | CSS                      | —         | MPC                           |
| 56325         | 1999 VT179 | 6 nov 1999  | Socorro             | LINEAR                   | —         | MPC                           |
| 56326         | 1999 VV203 | 9 nov 1999  | Anderson Mesa       | LONEOS                   | —         | MPC                           |
| 56327         | 1999 VH215 | 3 nov 1999  | Socorro             | LINEAR                   | —         | MPC                           |
| 56328         | 1999 WE    | 17 nov 1999 | High Point          | D. K. Chesney            | Juno      | MPC                           |
| 56329 Tarxien | 1999 WO1   | 28 nov 1999 | Kleť                | J. Tichá, M. Tichý       | —         | MPC                           |
| 56330         | 1999 XS12  | 5 dez 1999  | Socorro             | LINEAR                   | —         | MPC                           |
| 56331         | 1999 XD33  | 6 dez 1999  | Socorro             | LINEAR                   | —         | MPC                           |
| 56332         | 1999 XR34  | 6 dez 1999  | Socorro             | LINEAR                   | —         | MPC                           |
| 56333         | 1999 XU100 | 7 dez 1999  | Socorro             | LINEAR                   | —         | MPC                           |
| 56334         | 1999 XN101 | 7 dez 1999  | Socorro             | LINEAR                   | Juno      | MPC                           |
| 56335         | 1999 XO111 | 8 dez 1999  | Catalina            | CSS                      | Phocaea   | MPC                           |
| 56336         | 1999 XL126 | 7 dez 1999  | Catalina            | CSS                      | —         | MPC                           |
| 56337         | 1999 XG136 | 13 dez 1999 | Socorro             | LINEAR                   | Juno      | MPC                           |
| 56338         | 1999 XS162 | 8 dez 1999  | Catalina            | CSS                      | —         | MPC                           |
| 56339         | 1999 XV169 | 10 dez 1999 | Socorro             | LINEAR                   | —         | MPC                           |
| 56340         | 1999 XE176 | 10 dez 1999 | Socorro             | LINEAR                   | —         | MPC                           |
| 56341         | 1999 XS221 | 15 dez 1999 | Socorro             | LINEAR                   | —         | MPC                           |
| 56342         | 1999 XW238 | 5 dez 1999  | Kitt Peak           | Spacewatch               | —         | MPC                           |
| 56343         | 1999 YG    | 16 dez 1999 | Socorro             | LINEAR                   | Juno      | MPC                           |
| 56344         | 1999 YV17  | 29 dez 1999 | Socorro             | LINEAR                   | —         | MPC                           |
| 56345         | 2000 AN41  | 3 jan 2000  | Socorro             | LINEAR                   | —         | MPC                           |
| 56346         | 2000 AK64  | 4 jan 2000  | Socorro             | LINEAR                   | —         | MPC                           |
| 56347         | 2000 AU64  | 4 jan 2000  | Socorro             | LINEAR                   | —         | MPC                           |
| 56348         | 2000 AH69  | 5 jan 2000  | Socorro             | LINEAR                   | —         | MPC                           |
| 56349         | 2000 AZ90  | 5 jan 2000  | Socorro             | LINEAR                   | —         | MPC                           |
| 56350         | 2000 AB92  | 5 jan 2000  | Socorro             | LINEAR                   | —         | MPC                           |
| 56351         | 2000 AN93  | 4 jan 2000  | Socorro             | LINEAR                   | Juno      | MPC                           |
| 56352         | 2000 AR93  | 6 jan 2000  | Socorro             | LINEAR                   | —         | MPC                           |
| 56353         | 2000 AB103 | 5 jan 2000  | Socorro             | LINEAR                   | —         | MPC                           |
| 56354         | 2000 AF129 | 5 jan 2000  | Socorro             | LINEAR                   | —         | MPC                           |
| 56355         | 2000 AX130 | 6 jan 2000  | Socorro             | LINEAR                   | Vesta     | MPC                           |
| 56356         | 2000 AY138 | 5 jan 2000  | Socorro             | LINEAR                   | —         | MPC                           |
| 56357         | 2000 AS143 | 5 jan 2000  | Socorro             | LINEAR                   | —         | MPC                           |
| 56358         | 2000 AR201 | 9 jan 2000  | Socorro             | LINEAR                   | Juno      | MPC                           |
| 56359         | 2000 AZ228 | 7 jan 2000  | Anderson Mesa       | LONEOS                   | —         | MPC                           |
| 56360         | 2000 AP239 | 6 jan 2000  | Socorro             | LINEAR                   | Juno      | MPC                           |
| 56361         | 2000 CW1   | 4 fev 2000  | San Marcello        | A. Boattini, M. Tombelli | —         | MPC                           |
| 56362         | 2000 CG56  | 4 fev 2000  | Socorro             | LINEAR                   | —         | MPC                           |
| 56363         | 2000 CP93  | 8 fev 2000  | Socorro             | LINEAR                   | —         | MPC                           |
| 56364         | 2000 CU116 | 3 fev 2000  | Socorro             | LINEAR                   | —         | MPC                           |
| 56365         | 2000 DG54  | 29 fev 2000 | Socorro             | LINEAR                   | —         | MPC                           |
| 56366         | 2000 DO69  | 29 fev 2000 | Socorro             | LINEAR                   | —         | MPC                           |
| 56367         | 2000 EF    | 1 mar 2000  | Oizumi              | T. Kobayashi             | —         | MPC                           |
| 56368         | 2000 EU5   | 2 mar 2000  | Kitt Peak           | Spacewatch               | —         | MPC                           |
| 56369         | 2000 EW6   | 2 mar 2000  | Kitt Peak           | Spacewatch               | —         | MPC                           |
| 56370         | 2000 EV7   | 2 mar 2000  | Višnjan Observatory | K. Korlević              | —         | MPC                           |
| 56371         | 2000 EC15  | 5 mar 2000  | Reedy Creek         | J. Broughton             | —         | MPC                           |
| 56372         | 2000 EX19  | 7 mar 2000  | Socorro             | LINEAR                   | —         | MPC                           |
| 56373         | 2000 EF20  | 1 mar 2000  | Catalina            | CSS                      | —         | MPC                           |
| 56374         | 2000 EM24  | 8 mar 2000  | Kitt Peak           | Spacewatch               | —         | MPC                           |
| 56375         | 2000 EJ25  | 8 mar 2000  | Kitt Peak           | Spacewatch               | —         | MPC                           |
| 56376         | 2000 EE33  | 5 mar 2000  | Socorro             | LINEAR                   | —         | MPC                           |
| 56377         | 2000 EU35  | 8 mar 2000  | Socorro             | LINEAR                   | —         | MPC                           |
| 56378         | 2000 ED37  | 8 mar 2000  | Socorro             | LINEAR                   | —         | MPC                           |
| 56379         | 2000 EU42  | 8 mar 2000  | Socorro             | LINEAR                   | —         | MPC                           |
| 56380         | 2000 EJ43  | 8 mar 2000  | Socorro             | LINEAR                   | —         | MPC                           |
| 56381         | 2000 EN43  | 8 mar 2000  | Socorro             | LINEAR                   | —         | MPC                           |
| 56382         | 2000 ES43  | 8 mar 2000  | Socorro             | LINEAR                   | —         | MPC                           |
| 56383         | 2000 EJ47  | 9 mar 2000  | Socorro             | LINEAR                   | —         | MPC                           |
| 56384         | 2000 EX47  | 9 mar 2000  | Socorro             | LINEAR                   | —         | MPC                           |
| 56385         | 2000 EN48  | 9 mar 2000  | Socorro             | LINEAR                   | —         | MPC                           |
| 56386         | 2000 EG54  | 9 mar 2000  | Kitt Peak           | Spacewatch               | —         | MPC                           |
| 56387         | 2000 EA64  | 10 mar 2000 | Socorro             | LINEAR                   | —         | MPC                           |
| 56388         | 2000 EN69  | 10 mar 2000 | Socorro             | LINEAR                   | —         | MPC                           |
| 56389         | 2000 EB87  | 8 mar 2000  | Socorro             | LINEAR                   | —         | MPC                           |
| 56390         | 2000 EH91  | 9 mar 2000  | Socorro             | LINEAR                   | —         | MPC                           |
| 56391         | 2000 ET97  | 11 mar 2000 | Socorro             | LINEAR                   | —         | MPC                           |
| 56392         | 2000 ET106 | 15 mar 2000 | Reedy Creek         | J. Broughton             | —         | MPC                           |
| 56393         | 2000 ER120 | 11 mar 2000 | Anderson Mesa       | LONEOS                   | —         | MPC                           |
| 56394         | 2000 EB126 | 11 mar 2000 | Anderson Mesa       | LONEOS                   | —         | MPC                           |
| 56395         | 2000 EV126 | 11 mar 2000 | Anderson Mesa       | LONEOS                   | —         | MPC                           |
| 56396         | 2000 EX129 | 11 mar 2000 | Anderson Mesa       | LONEOS                   | —         | MPC                           |
| 56397         | 2000 EN134 | 11 mar 2000 | Anderson Mesa       | LONEOS                   | —         | MPC                           |
| 56398         | 2000 EW134 | 11 mar 2000 | Anderson Mesa       | LONEOS                   | —         | MPC                           |
| 56399         | 2000 EU135 | 11 mar 2000 | Anderson Mesa       | LONEOS                   | —         | MPC                           |
| 56400         | 2000 EF140 | 5 mar 2000  | Socorro             | LINEAR                   | —         | MPC                           |

## 56401–56500
| Designação    | Designação | Descoberta  | Descoberta    | Descobridor(es)    | Categoria | Mais informações / Referência |
| Permanente    | Provisória | Data        | Local         | Descobridor(es)    | Categoria | Mais informações / Referência |
| ------------- | ---------- | ----------- | ------------- | ------------------ | --------- | ----------------------------- |
| 56401         | 2000 EN155 | 9 mar 2000  | Socorro       | LINEAR             | —         | MPC                           |
| 56402         | 2000 ET157 | 12 mar 2000 | Anderson Mesa | LONEOS             | —         | MPC                           |
| 56403         | 2000 FL    | 25 mar 2000 | Oizumi        | T. Kobayashi       | —         | MPC                           |
| 56404         | 2000 FC12  | 28 mar 2000 | Socorro       | LINEAR             | —         | MPC                           |
| 56405         | 2000 FH17  | 28 mar 2000 | Socorro       | LINEAR             | —         | MPC                           |
| 56406         | 2000 FZ20  | 29 mar 2000 | Socorro       | LINEAR             | —         | MPC                           |
| 56407         | 2000 FA22  | 29 mar 2000 | Socorro       | LINEAR             | —         | MPC                           |
| 56408         | 2000 FH22  | 29 mar 2000 | Socorro       | LINEAR             | —         | MPC                           |
| 56409         | 2000 FQ29  | 27 mar 2000 | Anderson Mesa | LONEOS             | —         | MPC                           |
| 56410         | 2000 FZ34  | 29 mar 2000 | Socorro       | LINEAR             | —         | MPC                           |
| 56411         | 2000 FE35  | 29 mar 2000 | Socorro       | LINEAR             | —         | MPC                           |
| 56412         | 2000 FM40  | 29 mar 2000 | Socorro       | LINEAR             | —         | MPC                           |
| 56413         | 2000 FU40  | 29 mar 2000 | Socorro       | LINEAR             | —         | MPC                           |
| 56414         | 2000 FK42  | 29 mar 2000 | Socorro       | LINEAR             | —         | MPC                           |
| 56415         | 2000 FR46  | 29 mar 2000 | Socorro       | LINEAR             | —         | MPC                           |
| 56416         | 2000 FS55  | 29 mar 2000 | Socorro       | LINEAR             | —         | MPC                           |
| 56417         | 2000 FO58  | 26 mar 2000 | Anderson Mesa | LONEOS             | —         | MPC                           |
| 56418         | 2000 FL59  | 29 mar 2000 | Socorro       | LINEAR             | —         | MPC                           |
| 56419         | 2000 FM59  | 29 mar 2000 | Socorro       | LINEAR             | —         | MPC                           |
| 56420         | 2000 FX60  | 29 mar 2000 | Socorro       | LINEAR             | —         | MPC                           |
| 56421         | 2000 GV2   | 3 abr 2000  | Socorro       | LINEAR             | —         | MPC                           |
| 56422 Mnajdra | 2000 GV3   | 2 abr 2000  | Kleť          | J. Tichá, M. Tichý | —         | MPC                           |
| 56423         | 2000 GW3   | 2 abr 2000  | Kleť          | Kleť Obs.          | —         | MPC                           |
| 56424         | 2000 GG5   | 4 abr 2000  | Socorro       | LINEAR             | —         | MPC                           |
| 56425         | 2000 GZ7   | 4 abr 2000  | Socorro       | LINEAR             | —         | MPC                           |
| 56426         | 2000 GW24  | 5 abr 2000  | Socorro       | LINEAR             | —         | MPC                           |
| 56427         | 2000 GO27  | 5 abr 2000  | Socorro       | LINEAR             | —         | MPC                           |
| 56428         | 2000 GT27  | 5 abr 2000  | Socorro       | LINEAR             | —         | MPC                           |
| 56429         | 2000 GY27  | 5 abr 2000  | Socorro       | LINEAR             | —         | MPC                           |
| 56430         | 2000 GP29  | 5 abr 2000  | Socorro       | LINEAR             | —         | MPC                           |
| 56431         | 2000 GX33  | 5 abr 2000  | Socorro       | LINEAR             | —         | MPC                           |
| 56432         | 2000 GY33  | 5 abr 2000  | Socorro       | LINEAR             | —         | MPC                           |
| 56433         | 2000 GR34  | 12 abr 2000 | Socorro       | LINEAR             | —         | MPC                           |
| 56434         | 2000 GN38  | 5 abr 2000  | Socorro       | LINEAR             | —         | MPC                           |
| 56435         | 2000 GQ38  | 5 abr 2000  | Socorro       | LINEAR             | —         | MPC                           |
| 56436         | 2000 GZ46  | 5 abr 2000  | Socorro       | LINEAR             | —         | MPC                           |
| 56437         | 2000 GT48  | 5 abr 2000  | Socorro       | LINEAR             | —         | MPC                           |
| 56438         | 2000 GV49  | 5 abr 2000  | Socorro       | LINEAR             | —         | MPC                           |
| 56439         | 2000 GD52  | 5 abr 2000  | Socorro       | LINEAR             | —         | MPC                           |
| 56440         | 2000 GY52  | 5 abr 2000  | Socorro       | LINEAR             | —         | MPC                           |
| 56441         | 2000 GW54  | 5 abr 2000  | Socorro       | LINEAR             | —         | MPC                           |
| 56442         | 2000 GP66  | 5 abr 2000  | Socorro       | LINEAR             | —         | MPC                           |
| 56443         | 2000 GX67  | 5 abr 2000  | Socorro       | LINEAR             | —         | MPC                           |
| 56444         | 2000 GB68  | 5 abr 2000  | Socorro       | LINEAR             | Chloris   | MPC                           |
| 56445         | 2000 GN71  | 5 abr 2000  | Socorro       | LINEAR             | —         | MPC                           |
| 56446         | 2000 GF74  | 5 abr 2000  | Socorro       | LINEAR             | —         | MPC                           |
| 56447         | 2000 GR76  | 5 abr 2000  | Socorro       | LINEAR             | —         | MPC                           |
| 56448         | 2000 GY76  | 5 abr 2000  | Socorro       | LINEAR             | —         | MPC                           |
| 56449         | 2000 GS78  | 5 abr 2000  | Socorro       | LINEAR             | —         | MPC                           |
| 56450         | 2000 GU80  | 7 abr 2000  | Socorro       | LINEAR             | —         | MPC                           |
| 56451         | 2000 GN81  | 6 abr 2000  | Socorro       | LINEAR             | —         | MPC                           |
| 56452         | 2000 GU86  | 4 abr 2000  | Socorro       | LINEAR             | —         | MPC                           |
| 56453         | 2000 GG87  | 4 abr 2000  | Socorro       | LINEAR             | —         | MPC                           |
| 56454         | 2000 GM87  | 4 abr 2000  | Socorro       | LINEAR             | —         | MPC                           |
| 56455         | 2000 GW87  | 4 abr 2000  | Socorro       | LINEAR             | —         | MPC                           |
| 56456         | 2000 GE89  | 4 abr 2000  | Socorro       | LINEAR             | —         | MPC                           |
| 56457         | 2000 GE95  | 6 abr 2000  | Socorro       | LINEAR             | —         | MPC                           |
| 56458         | 2000 GA96  | 6 abr 2000  | Socorro       | LINEAR             | —         | MPC                           |
| 56459         | 2000 GD96  | 6 abr 2000  | Socorro       | LINEAR             | —         | MPC                           |
| 56460         | 2000 GE96  | 6 abr 2000  | Socorro       | LINEAR             | —         | MPC                           |
| 56461         | 2000 GX96  | 6 abr 2000  | Socorro       | LINEAR             | —         | MPC                           |
| 56462         | 2000 GN97  | 7 abr 2000  | Socorro       | LINEAR             | —         | MPC                           |
| 56463         | 2000 GD98  | 7 abr 2000  | Socorro       | LINEAR             | —         | MPC                           |
| 56464         | 2000 GE98  | 7 abr 2000  | Socorro       | LINEAR             | —         | MPC                           |
| 56465         | 2000 GS98  | 7 abr 2000  | Socorro       | LINEAR             | —         | MPC                           |
| 56466         | 2000 GZ99  | 7 abr 2000  | Socorro       | LINEAR             | —         | MPC                           |
| 56467         | 2000 GP103 | 7 abr 2000  | Socorro       | LINEAR             | —         | MPC                           |
| 56468         | 2000 GO104 | 7 abr 2000  | Socorro       | LINEAR             | —         | MPC                           |
| 56469         | 2000 GN105 | 7 abr 2000  | Socorro       | LINEAR             | —         | MPC                           |
| 56470         | 2000 GH106 | 7 abr 2000  | Socorro       | LINEAR             | —         | MPC                           |
| 56471         | 2000 GX106 | 7 abr 2000  | Socorro       | LINEAR             | —         | MPC                           |
| 56472         | 2000 GB108 | 7 abr 2000  | Socorro       | LINEAR             | —         | MPC                           |
| 56473         | 2000 GY108 | 7 abr 2000  | Socorro       | LINEAR             | —         | MPC                           |
| 56474         | 2000 GA109 | 7 abr 2000  | Socorro       | LINEAR             | —         | MPC                           |
| 56475         | 2000 GN109 | 7 abr 2000  | Socorro       | LINEAR             | —         | MPC                           |
| 56476         | 2000 GU110 | 2 abr 2000  | Anderson Mesa | LONEOS             | —         | MPC                           |
| 56477         | 2000 GM111 | 3 abr 2000  | Anderson Mesa | LONEOS             | —         | MPC                           |
| 56478         | 2000 GS111 | 3 abr 2000  | Anderson Mesa | LONEOS             | —         | MPC                           |
| 56479         | 2000 GT114 | 7 abr 2000  | Socorro       | LINEAR             | —         | MPC                           |
| 56480         | 2000 GU114 | 7 abr 2000  | Socorro       | LINEAR             | —         | MPC                           |
| 56481         | 2000 GW114 | 7 abr 2000  | Socorro       | LINEAR             | —         | MPC                           |
| 56482         | 2000 GY115 | 8 abr 2000  | Socorro       | LINEAR             | —         | MPC                           |
| 56483         | 2000 GY121 | 6 abr 2000  | Kitt Peak     | Spacewatch         | —         | MPC                           |
| 56484         | 2000 GH124 | 7 abr 2000  | Socorro       | LINEAR             | —         | MPC                           |
| 56485         | 2000 GL125 | 7 abr 2000  | Socorro       | LINEAR             | —         | MPC                           |
| 56486         | 2000 GF126 | 7 abr 2000  | Socorro       | LINEAR             | —         | MPC                           |
| 56487         | 2000 GR126 | 7 abr 2000  | Socorro       | LINEAR             | —         | MPC                           |
| 56488         | 2000 GQ131 | 7 abr 2000  | Kitt Peak     | Spacewatch         | —         | MPC                           |
| 56489         | 2000 GT131 | 7 abr 2000  | Kitt Peak     | Spacewatch         | —         | MPC                           |
| 56490         | 2000 GD133 | 12 abr 2000 | Haleakalā     | NEAT               | —         | MPC                           |
| 56491         | 2000 GS133 | 7 abr 2000  | Socorro       | LINEAR             | —         | MPC                           |
| 56492         | 2000 GH134 | 7 abr 2000  | Socorro       | LINEAR             | —         | MPC                           |
| 56493         | 2000 GU134 | 8 abr 2000  | Socorro       | LINEAR             | —         | MPC                           |
| 56494         | 2000 GA136 | 12 abr 2000 | Socorro       | LINEAR             | —         | MPC                           |
| 56495         | 2000 GW137 | 4 abr 2000  | Anderson Mesa | LONEOS             | —         | MPC                           |
| 56496         | 2000 GE138 | 4 abr 2000  | Anderson Mesa | LONEOS             | —         | MPC                           |
| 56497         | 2000 GD140 | 4 abr 2000  | Anderson Mesa | LONEOS             | —         | MPC                           |
| 56498         | 2000 GU140 | 4 abr 2000  | Anderson Mesa | LONEOS             | —         | MPC                           |
| 56499         | 2000 GM143 | 7 abr 2000  | Anderson Mesa | LONEOS             | —         | MPC                           |
| 56500         | 2000 GV143 | 7 abr 2000  | Anderson Mesa | LONEOS             | —         | MPC                           |

## 56501–56600
| Designação       | Designação | Descoberta  | Descoberta              | Descobridor(es)  | Categoria | Mais informações / Referência |
| Permanente       | Provisória | Data        | Local                   | Descobridor(es)  | Categoria | Mais informações / Referência |
| ---------------- | ---------- | ----------- | ----------------------- | ---------------- | --------- | ----------------------------- |
| 56501            | 2000 GG153 | 6 abr 2000  | Anderson Mesa           | LONEOS           | —         | MPC                           |
| 56502            | 2000 GY158 | 7 abr 2000  | Socorro                 | LINEAR           | —         | MPC                           |
| 56503            | 2000 GR159 | 7 abr 2000  | Socorro                 | LINEAR           | —         | MPC                           |
| 56504            | 2000 GT166 | 5 abr 2000  | Socorro                 | LINEAR           | —         | MPC                           |
| 56505            | 2000 GV171 | 2 abr 2000  | Anderson Mesa           | LONEOS           | —         | MPC                           |
| 56506            | 2000 GH174 | 5 abr 2000  | Anderson Mesa           | LONEOS           | —         | MPC                           |
| 56507            | 2000 GU178 | 4 abr 2000  | Anderson Mesa           | LONEOS           | —         | MPC                           |
| 56508            | 2000 HG6   | 24 abr 2000 | Kitt Peak               | Spacewatch       | —         | MPC                           |
| 56509            | 2000 HB7   | 24 abr 2000 | Kitt Peak               | Spacewatch       | —         | MPC                           |
| 56510            | 2000 HT8   | 27 abr 2000 | Socorro                 | LINEAR           | —         | MPC                           |
| 56511            | 2000 HE11  | 27 abr 2000 | Socorro                 | LINEAR           | —         | MPC                           |
| 56512            | 2000 HH11  | 27 abr 2000 | Socorro                 | LINEAR           | —         | MPC                           |
| 56513            | 2000 HY12  | 28 abr 2000 | Socorro                 | LINEAR           | —         | MPC                           |
| 56514            | 2000 HM18  | 25 abr 2000 | Kitt Peak               | Spacewatch       | —         | MPC                           |
| 56515            | 2000 HD20  | 27 abr 2000 | Kitt Peak               | Spacewatch       | —         | MPC                           |
| 56516            | 2000 HE20  | 27 abr 2000 | Kitt Peak               | Spacewatch       | —         | MPC                           |
| 56517            | 2000 HU20  | 27 abr 2000 | Socorro                 | LINEAR           | —         | MPC                           |
| 56518            | 2000 HZ20  | 27 abr 2000 | Socorro                 | LINEAR           | —         | MPC                           |
| 56519            | 2000 HB21  | 27 abr 2000 | Socorro                 | LINEAR           | —         | MPC                           |
| 56520            | 2000 HO21  | 28 abr 2000 | Socorro                 | LINEAR           | —         | MPC                           |
| 56521            | 2000 HE22  | 29 abr 2000 | Socorro                 | LINEAR           | —         | MPC                           |
| 56522            | 2000 HT24  | 24 abr 2000 | Anderson Mesa           | LONEOS           | —         | MPC                           |
| 56523            | 2000 HX25  | 24 abr 2000 | Anderson Mesa           | LONEOS           | —         | MPC                           |
| 56524            | 2000 HT27  | 28 abr 2000 | Socorro                 | LINEAR           | —         | MPC                           |
| 56525            | 2000 HY31  | 29 abr 2000 | Socorro                 | LINEAR           | —         | MPC                           |
| 56526            | 2000 HP35  | 27 abr 2000 | Socorro                 | LINEAR           | —         | MPC                           |
| 56527            | 2000 HF36  | 28 abr 2000 | Socorro                 | LINEAR           | —         | MPC                           |
| 56528            | 2000 HF44  | 26 abr 2000 | Anderson Mesa           | LONEOS           | —         | MPC                           |
| 56529            | 2000 HY44  | 26 abr 2000 | Anderson Mesa           | LONEOS           | —         | MPC                           |
| 56530            | 2000 HK45  | 26 abr 2000 | Anderson Mesa           | LONEOS           | —         | MPC                           |
| 56531            | 2000 HF48  | 29 abr 2000 | Socorro                 | LINEAR           | —         | MPC                           |
| 56532            | 2000 HB50  | 29 abr 2000 | Socorro                 | LINEAR           | —         | MPC                           |
| 56533            | 2000 HY50  | 29 abr 2000 | Socorro                 | LINEAR           | —         | MPC                           |
| 56534            | 2000 HH52  | 29 abr 2000 | Socorro                 | LINEAR           | —         | MPC                           |
| 56535            | 2000 HT52  | 29 abr 2000 | Socorro                 | LINEAR           | —         | MPC                           |
| 56536            | 2000 HO53  | 29 abr 2000 | Socorro                 | LINEAR           | —         | MPC                           |
| 56537            | 2000 HQ53  | 29 abr 2000 | Socorro                 | LINEAR           | —         | MPC                           |
| 56538            | 2000 HF54  | 29 abr 2000 | Socorro                 | LINEAR           | —         | MPC                           |
| 56539            | 2000 HT58  | 25 abr 2000 | Anderson Mesa           | LONEOS           | —         | MPC                           |
| 56540            | 2000 HC61  | 25 abr 2000 | Anderson Mesa           | LONEOS           | —         | MPC                           |
| 56541            | 2000 HR61  | 25 abr 2000 | Anderson Mesa           | LONEOS           | —         | MPC                           |
| 56542            | 2000 HJ63  | 26 abr 2000 | Anderson Mesa           | LONEOS           | Mitidika  | MPC                           |
| 56543            | 2000 HT64  | 26 abr 2000 | Anderson Mesa           | LONEOS           | —         | MPC                           |
| 56544            | 2000 HB65  | 26 abr 2000 | Anderson Mesa           | LONEOS           | —         | MPC                           |
| 56545            | 2000 HK65  | 26 abr 2000 | Kitt Peak               | Spacewatch       | —         | MPC                           |
| 56546            | 2000 HF66  | 26 abr 2000 | Anderson Mesa           | LONEOS           | —         | MPC                           |
| 56547            | 2000 HQ69  | 26 abr 2000 | Anderson Mesa           | LONEOS           | —         | MPC                           |
| 56548            | 2000 HZ74  | 27 abr 2000 | Socorro                 | LINEAR           | —         | MPC                           |
| 56549            | 2000 HZ75  | 27 abr 2000 | Socorro                 | LINEAR           | —         | MPC                           |
| 56550            | 2000 HZ77  | 28 abr 2000 | Socorro                 | LINEAR           | —         | MPC                           |
| 56551            | 2000 HJ78  | 28 abr 2000 | Socorro                 | LINEAR           | —         | MPC                           |
| 56552            | 2000 HL78  | 28 abr 2000 | Socorro                 | LINEAR           | —         | MPC                           |
| 56553            | 2000 HL79  | 28 abr 2000 | Socorro                 | LINEAR           | —         | MPC                           |
| 56554            | 2000 HF85  | 29 abr 2000 | Kitt Peak               | Spacewatch       | —         | MPC                           |
| 56555            | 2000 HL85  | 30 abr 2000 | Anderson Mesa           | LONEOS           | —         | MPC                           |
| 56556            | 2000 HF88  | 27 abr 2000 | Socorro                 | LINEAR           | —         | MPC                           |
| 56557            | 2000 HX91  | 30 abr 2000 | Haleakalā               | NEAT             | —         | MPC                           |
| 56558            | 2000 HK100 | 24 abr 2000 | Anderson Mesa           | LONEOS           | —         | MPC                           |
| 56559            | 2000 JN3   | 4 mai 2000  | Socorro                 | LINEAR           | —         | MPC                           |
| 56560            | 2000 JW6   | 4 mai 2000  | Socorro                 | LINEAR           | —         | MPC                           |
| 56561 Jaimenomen | 2000 JG7   | 5 mai 2000  | Starkenburg Observatory | Starkenburg Obs. | —         | MPC                           |
| 56562            | 2000 JN7   | 1 mai 2000  | Kitt Peak               | Spacewatch       | —         | MPC                           |
| 56563            | 2000 JS8   | 6 mai 2000  | Reedy Creek             | J. Broughton     | —         | MPC                           |
| 56564            | 2000 JY10  | 3 mai 2000  | Socorro                 | LINEAR           | —         | MPC                           |
| 56565            | 2000 JY12  | 9 mai 2000  | Socorro                 | LINEAR           | —         | MPC                           |
| 56566            | 2000 JE14  | 6 mai 2000  | Socorro                 | LINEAR           | —         | MPC                           |
| 56567            | 2000 JQ14  | 6 mai 2000  | Socorro                 | LINEAR           | —         | MPC                           |
| 56568            | 2000 JN15  | 9 mai 2000  | Prescott                | P. G. Comba      | —         | MPC                           |
| 56569            | 2000 JL17  | 5 mai 2000  | Socorro                 | LINEAR           | —         | MPC                           |
| 56570            | 2000 JA21  | 6 mai 2000  | Socorro                 | LINEAR           | —         | MPC                           |
| 56571            | 2000 JD22  | 6 mai 2000  | Socorro                 | LINEAR           | —         | MPC                           |
| 56572            | 2000 JZ23  | 7 mai 2000  | Socorro                 | LINEAR           | —         | MPC                           |
| 56573            | 2000 JD24  | 7 mai 2000  | Socorro                 | LINEAR           | —         | MPC                           |
| 56574            | 2000 JK24  | 7 mai 2000  | Socorro                 | LINEAR           | —         | MPC                           |
| 56575            | 2000 JX24  | 7 mai 2000  | Socorro                 | LINEAR           | —         | MPC                           |
| 56576            | 2000 JB25  | 7 mai 2000  | Socorro                 | LINEAR           | —         | MPC                           |
| 56577            | 2000 JE26  | 7 mai 2000  | Socorro                 | LINEAR           | —         | MPC                           |
| 56578            | 2000 JJ26  | 7 mai 2000  | Socorro                 | LINEAR           | —         | MPC                           |
| 56579            | 2000 JB27  | 7 mai 2000  | Socorro                 | LINEAR           | —         | MPC                           |
| 56580            | 2000 JG27  | 7 mai 2000  | Socorro                 | LINEAR           | —         | MPC                           |
| 56581            | 2000 JT27  | 7 mai 2000  | Socorro                 | LINEAR           | —         | MPC                           |
| 56582            | 2000 JW27  | 7 mai 2000  | Socorro                 | LINEAR           | —         | MPC                           |
| 56583            | 2000 JH28  | 7 mai 2000  | Socorro                 | LINEAR           | —         | MPC                           |
| 56584            | 2000 JQ29  | 7 mai 2000  | Socorro                 | LINEAR           | —         | MPC                           |
| 56585            | 2000 JZ29  | 7 mai 2000  | Socorro                 | LINEAR           | —         | MPC                           |
| 56586            | 2000 JK31  | 7 mai 2000  | Socorro                 | LINEAR           | —         | MPC                           |
| 56587            | 2000 JL31  | 7 mai 2000  | Socorro                 | LINEAR           | —         | MPC                           |
| 56588            | 2000 JS32  | 7 mai 2000  | Socorro                 | LINEAR           | —         | MPC                           |
| 56589            | 2000 JH33  | 7 mai 2000  | Socorro                 | LINEAR           | —         | MPC                           |
| 56590            | 2000 JY35  | 7 mai 2000  | Socorro                 | LINEAR           | —         | MPC                           |
| 56591            | 2000 JP37  | 7 mai 2000  | Socorro                 | LINEAR           | —         | MPC                           |
| 56592            | 2000 JF38  | 7 mai 2000  | Socorro                 | LINEAR           | —         | MPC                           |
| 56593            | 2000 JS38  | 7 mai 2000  | Socorro                 | LINEAR           | Eos       | MPC                           |
| 56594            | 2000 JL40  | 11 mai 2000 | Reedy Creek             | J. Broughton     | —         | MPC                           |
| 56595            | 2000 JX40  | 6 mai 2000  | Socorro                 | LINEAR           | Mitidika  | MPC                           |
| 56596            | 2000 JG43  | 7 mai 2000  | Socorro                 | LINEAR           | —         | MPC                           |
| 56597            | 2000 JO44  | 7 mai 2000  | Socorro                 | LINEAR           | —         | MPC                           |
| 56598            | 2000 JY46  | 9 mai 2000  | Socorro                 | LINEAR           | —         | MPC                           |
| 56599            | 2000 JW48  | 9 mai 2000  | Socorro                 | LINEAR           | —         | MPC                           |
| 56600            | 2000 JK50  | 9 mai 2000  | Socorro                 | LINEAR           | —         | MPC                           |

## 56601–56700
| Designação        | Designação | Descoberta  | Descoberta    | Descobridor(es) | Categoria | Mais informações / Referência |
| Permanente        | Provisória | Data        | Local         | Descobridor(es) | Categoria | Mais informações / Referência |
| ----------------- | ---------- | ----------- | ------------- | --------------- | --------- | ----------------------------- |
| 56601             | 2000 JS50  | 9 mai 2000  | Socorro       | LINEAR          | —         | MPC                           |
| 56602             | 2000 JQ51  | 9 mai 2000  | Socorro       | LINEAR          | —         | MPC                           |
| 56603             | 2000 JZ52  | 9 mai 2000  | Socorro       | LINEAR          | —         | MPC                           |
| 56604             | 2000 JN56  | 6 mai 2000  | Socorro       | LINEAR          | —         | MPC                           |
| 56605             | 2000 JG57  | 6 mai 2000  | Socorro       | LINEAR          | —         | MPC                           |
| 56606             | 2000 JF58  | 6 mai 2000  | Socorro       | LINEAR          | —         | MPC                           |
| 56607             | 2000 JL58  | 6 mai 2000  | Socorro       | LINEAR          | —         | MPC                           |
| 56608             | 2000 JS58  | 6 mai 2000  | Socorro       | LINEAR          | —         | MPC                           |
| 56609             | 2000 JA60  | 7 mai 2000  | Socorro       | LINEAR          | —         | MPC                           |
| 56610             | 2000 JZ60  | 7 mai 2000  | Socorro       | LINEAR          | —         | MPC                           |
| 56611             | 2000 JH61  | 7 mai 2000  | Socorro       | LINEAR          | —         | MPC                           |
| 56612             | 2000 JY61  | 7 mai 2000  | Socorro       | LINEAR          | —         | MPC                           |
| 56613             | 2000 JX62  | 9 mai 2000  | Socorro       | LINEAR          | —         | MPC                           |
| 56614             | 2000 JQ63  | 9 mai 2000  | Socorro       | LINEAR          | —         | MPC                           |
| 56615             | 2000 JL69  | 1 mai 2000  | Anderson Mesa | LONEOS          | —         | MPC                           |
| 56616             | 2000 JM70  | 1 mai 2000  | Anderson Mesa | LONEOS          | —         | MPC                           |
| 56617             | 2000 JZ72  | 2 mai 2000  | Anderson Mesa | LONEOS          | —         | MPC                           |
| 56618             | 2000 JC73  | 2 mai 2000  | Anderson Mesa | LONEOS          | —         | MPC                           |
| 56619             | 2000 JE73  | 2 mai 2000  | Anderson Mesa | LONEOS          | —         | MPC                           |
| 56620             | 2000 JL73  | 2 mai 2000  | Haleakalā     | NEAT            | —         | MPC                           |
| 56621             | 2000 JB74  | 3 mai 2000  | Kitt Peak     | Spacewatch      | —         | MPC                           |
| 56622             | 2000 JR75  | 5 mai 2000  | Socorro       | LINEAR          | —         | MPC                           |
| 56623             | 2000 JC76  | 6 mai 2000  | Socorro       | LINEAR          | —         | MPC                           |
| 56624             | 2000 JQ76  | 7 mai 2000  | Socorro       | LINEAR          | —         | MPC                           |
| 56625             | 2000 JW77  | 9 mai 2000  | Socorro       | LINEAR          | —         | MPC                           |
| 56626             | 2000 JH78  | 9 mai 2000  | Socorro       | LINEAR          | —         | MPC                           |
| 56627             | 2000 JF84  | 5 mai 2000  | Socorro       | LINEAR          | —         | MPC                           |
| 56628             | 2000 JG84  | 5 mai 2000  | Socorro       | LINEAR          | —         | MPC                           |
| 56629             | 2000 KV    | 25 mai 2000 | Prescott      | P. G. Comba     | Mitidika  | MPC                           |
| 56630             | 2000 KP2   | 26 mai 2000 | Socorro       | LINEAR          | Eos       | MPC                           |
| 56631             | 2000 KV2   | 26 mai 2000 | Socorro       | LINEAR          | —         | MPC                           |
| 56632             | 2000 KE7   | 27 mai 2000 | Socorro       | LINEAR          | —         | MPC                           |
| 56633             | 2000 KY8   | 28 mai 2000 | Socorro       | LINEAR          | —         | MPC                           |
| 56634             | 2000 KZ11  | 28 mai 2000 | Socorro       | LINEAR          | —         | MPC                           |
| 56635             | 2000 KR12  | 28 mai 2000 | Socorro       | LINEAR          | Mitidika  | MPC                           |
| 56636             | 2000 KA14  | 28 mai 2000 | Socorro       | LINEAR          | Phocaea   | MPC                           |
| 56637             | 2000 KG14  | 28 mai 2000 | Socorro       | LINEAR          | Maria     | MPC                           |
| 56638             | 2000 KN15  | 28 mai 2000 | Socorro       | LINEAR          | —         | MPC                           |
| 56639             | 2000 KE19  | 28 mai 2000 | Socorro       | LINEAR          | —         | MPC                           |
| 56640             | 2000 KZ19  | 28 mai 2000 | Socorro       | LINEAR          | —         | MPC                           |
| 56641             | 2000 KN27  | 28 mai 2000 | Socorro       | LINEAR          | —         | MPC                           |
| 56642             | 2000 KU29  | 28 mai 2000 | Socorro       | LINEAR          | —         | MPC                           |
| 56643             | 2000 KY29  | 28 mai 2000 | Socorro       | LINEAR          | —         | MPC                           |
| 56644             | 2000 KL30  | 28 mai 2000 | Socorro       | LINEAR          | —         | MPC                           |
| 56645             | 2000 KV32  | 28 mai 2000 | Socorro       | LINEAR          | —         | MPC                           |
| 56646             | 2000 KW32  | 28 mai 2000 | Socorro       | LINEAR          | —         | MPC                           |
| 56647             | 2000 KG34  | 27 mai 2000 | Socorro       | LINEAR          | —         | MPC                           |
| 56648             | 2000 KH34  | 27 mai 2000 | Socorro       | LINEAR          | —         | MPC                           |
| 56649             | 2000 KD42  | 27 mai 2000 | Socorro       | LINEAR          | —         | MPC                           |
| 56650             | 2000 KE42  | 28 mai 2000 | Socorro       | LINEAR          | —         | MPC                           |
| 56651             | 2000 KH46  | 27 mai 2000 | Socorro       | LINEAR          | —         | MPC                           |
| 56652             | 2000 KJ48  | 27 mai 2000 | Socorro       | LINEAR          | —         | MPC                           |
| 56653             | 2000 KS48  | 29 mai 2000 | Socorro       | LINEAR          | —         | MPC                           |
| 56654             | 2000 KU50  | 28 mai 2000 | Socorro       | LINEAR          | —         | MPC                           |
| 56655             | 2000 KZ51  | 23 mai 2000 | Anderson Mesa | LONEOS          | —         | MPC                           |
| 56656             | 2000 KW52  | 25 mai 2000 | Anderson Mesa | LONEOS          | —         | MPC                           |
| 56657             | 2000 KY52  | 25 mai 2000 | Anderson Mesa | LONEOS          | —         | MPC                           |
| 56658             | 2000 KJ55  | 27 mai 2000 | Socorro       | LINEAR          | —         | MPC                           |
| 56659             | 2000 KU55  | 27 mai 2000 | Socorro       | LINEAR          | —         | MPC                           |
| 56660             | 2000 KO56  | 27 mai 2000 | Socorro       | LINEAR          | —         | MPC                           |
| 56661             | 2000 KQ56  | 27 mai 2000 | Socorro       | LINEAR          | —         | MPC                           |
| 56662             | 2000 KY56  | 27 mai 2000 | Socorro       | LINEAR          | —         | MPC                           |
| 56663             | 2000 KF60  | 25 mai 2000 | Anderson Mesa | LONEOS          | —         | MPC                           |
| 56664             | 2000 KN60  | 25 mai 2000 | Anderson Mesa | LONEOS          | —         | MPC                           |
| 56665             | 2000 KJ62  | 26 mai 2000 | Anderson Mesa | LONEOS          | Eos       | MPC                           |
| 56666             | 2000 KQ64  | 27 mai 2000 | Socorro       | LINEAR          | —         | MPC                           |
| 56667             | 2000 KF67  | 31 mai 2000 | Socorro       | LINEAR          | —         | MPC                           |
| 56668             | 2000 KE69  | 29 mai 2000 | Kitt Peak     | Spacewatch      | —         | MPC                           |
| 56669             | 2000 KV71  | 28 mai 2000 | Socorro       | LINEAR          | —         | MPC                           |
| 56670             | 2000 KW74  | 27 mai 2000 | Socorro       | LINEAR          | —         | MPC                           |
| 56671             | 2000 KL75  | 27 mai 2000 | Socorro       | LINEAR          | —         | MPC                           |
| 56672             | 2000 KP76  | 27 mai 2000 | Socorro       | LINEAR          | —         | MPC                           |
| 56673             | 2000 KT76  | 27 mai 2000 | Socorro       | LINEAR          | —         | MPC                           |
| 56674             | 2000 KS77  | 27 mai 2000 | Socorro       | LINEAR          | —         | MPC                           |
| 56675             | 2000 KM78  | 27 mai 2000 | Socorro       | LINEAR          | —         | MPC                           |
| 56676             | 2000 LC    | 1 jun 2000  | Prescott      | P. G. Comba     | —         | MPC                           |
| 56677             | 2000 LG1   | 1 jun 2000  | Črni Vrh      | Črni Vrh        | —         | MPC                           |
| 56678 Alicewessen | 2000 LR1   | 3 jun 2000  | Farpoint      | G. Hug          | Brangane  | MPC                           |
| 56679             | 2000 LB8   | 6 jun 2000  | Socorro       | LINEAR          | —         | MPC                           |
| 56680             | 2000 LM8   | 6 jun 2000  | Socorro       | LINEAR          | —         | MPC                           |
| 56681             | 2000 LY8   | 5 jun 2000  | Socorro       | LINEAR          | —         | MPC                           |
| 56682             | 2000 LA9   | 5 jun 2000  | Socorro       | LINEAR          | —         | MPC                           |
| 56683             | 2000 LC9   | 5 jun 2000  | Socorro       | LINEAR          | —         | MPC                           |
| 56684             | 2000 LV10  | 4 jun 2000  | Socorro       | LINEAR          | —         | MPC                           |
| 56685             | 2000 LE11  | 4 jun 2000  | Socorro       | LINEAR          | —         | MPC                           |
| 56686             | 2000 LB12  | 4 jun 2000  | Socorro       | LINEAR          | —         | MPC                           |
| 56687             | 2000 LE12  | 4 jun 2000  | Socorro       | LINEAR          | —         | MPC                           |
| 56688             | 2000 LM12  | 5 jun 2000  | Socorro       | LINEAR          | —         | MPC                           |
| 56689             | 2000 LD14  | 6 jun 2000  | Socorro       | LINEAR          | —         | MPC                           |
| 56690             | 2000 LZ14  | 5 jun 2000  | Črni Vrh      | Črni Vrh        | —         | MPC                           |
| 56691             | 2000 LW16  | 4 jun 2000  | Socorro       | LINEAR          | —         | MPC                           |
| 56692             | 2000 LK20  | 8 jun 2000  | Socorro       | LINEAR          | —         | MPC                           |
| 56693             | 2000 LY20  | 8 jun 2000  | Socorro       | LINEAR          | —         | MPC                           |
| 56694             | 2000 LC24  | 1 jun 2000  | Socorro       | LINEAR          | —         | MPC                           |
| 56695             | 2000 LG26  | 1 jun 2000  | Socorro       | LINEAR          | —         | MPC                           |
| 56696             | 2000 LQ26  | 1 jun 2000  | Anderson Mesa | LONEOS          | —         | MPC                           |
| 56697             | 2000 LO27  | 6 jun 2000  | Anderson Mesa | LONEOS          | —         | MPC                           |
| 56698             | 2000 LR27  | 6 jun 2000  | Anderson Mesa | LONEOS          | —         | MPC                           |
| 56699             | 2000 LJ28  | 6 jun 2000  | Anderson Mesa | LONEOS          | —         | MPC                           |
| 56700             | 2000 LL28  | 6 jun 2000  | Anderson Mesa | LONEOS          | —         | MPC                           |

## 56701–56800
| Designação | Designação | Descoberta  | Descoberta      | Descobridor(es) | Categoria | Mais informações / Referência |
| Permanente | Provisória | Data        | Local           | Descobridor(es) | Categoria | Mais informações / Referência |
| ---------- | ---------- | ----------- | --------------- | --------------- | --------- | ----------------------------- |
| 56701      | 2000 LM28  | 9 jun 2000  | Anderson Mesa   | LONEOS          | —         | MPC                           |
| 56702      | 2000 LQ28  | 9 jun 2000  | Anderson Mesa   | LONEOS          | —         | MPC                           |
| 56703      | 2000 LT30  | 10 jun 2000 | Socorro         | LINEAR          | —         | MPC                           |
| 56704      | 2000 LC31  | 6 jun 2000  | Anderson Mesa   | LONEOS          | —         | MPC                           |
| 56705      | 2000 LL33  | 4 jun 2000  | Kitt Peak       | Spacewatch      | —         | MPC                           |
| 56706      | 2000 LD36  | 1 jun 2000  | Haleakalā       | NEAT            | —         | MPC                           |
| 56707      | 2000 LY36  | 11 jun 2000 | Socorro         | LINEAR          | —         | MPC                           |
| 56708      | 2000 MZ    | 24 jun 2000 | Reedy Creek     | J. Broughton    | —         | MPC                           |
| 56709      | 2000 MY1   | 27 jun 2000 | Reedy Creek     | J. Broughton    | —         | MPC                           |
| 56710      | 2000 MN2   | 24 jun 2000 | Haleakalā       | NEAT            | —         | MPC                           |
| 56711      | 2000 MO2   | 24 jun 2000 | Haleakala       | NEAT            | Phocaea   | MPC                           |
| 56712      | 2000 MQ2   | 25 jun 2000 | Haleakala       | NEAT            | —         | MPC                           |
| 56713      | 2000 MC3   | 30 jun 2000 | Ondřejov        | P. Kušnirák     | —         | MPC                           |
| 56714      | 2000 MK3   | 25 jun 2000 | Kitt Peak       | Spacewatch      | —         | MPC                           |
| 56715      | 2000 MT3   | 24 jun 2000 | Socorro         | LINEAR          | —         | MPC                           |
| 56716      | 2000 MZ3   | 24 jun 2000 | Socorro         | LINEAR          | —         | MPC                           |
| 56717      | 2000 MS4   | 25 jun 2000 | Socorro         | LINEAR          | Phocaea   | MPC                           |
| 56718      | 2000 MU4   | 25 jun 2000 | Socorro         | LINEAR          | —         | MPC                           |
| 56719      | 2000 MA6   | 24 jun 2000 | Socorro         | LINEAR          | —         | MPC                           |
| 56720      | 2000 NK9   | 7 jul 2000  | Socorro         | LINEAR          | —         | MPC                           |
| 56721      | 2000 NY11  | 4 jul 2000  | Anderson Mesa   | LONEOS          | —         | MPC                           |
| 56722      | 2000 NH12  | 5 jul 2000  | Anderson Mesa   | LONEOS          | —         | MPC                           |
| 56723      | 2000 NK12  | 5 jul 2000  | Anderson Mesa   | LONEOS          | —         | MPC                           |
| 56724      | 2000 NQ12  | 5 jul 2000  | Anderson Mesa   | LONEOS          | —         | MPC                           |
| 56725      | 2000 NY12  | 5 jul 2000  | Anderson Mesa   | LONEOS          | —         | MPC                           |
| 56726      | 2000 NA13  | 5 jul 2000  | Anderson Mesa   | LONEOS          | Brangane  | MPC                           |
| 56727      | 2000 NU13  | 5 jul 2000  | Anderson Mesa   | LONEOS          | —         | MPC                           |
| 56728      | 2000 NZ13  | 5 jul 2000  | Anderson Mesa   | LONEOS          | Brangane  | MPC                           |
| 56729      | 2000 NM14  | 5 jul 2000  | Anderson Mesa   | LONEOS          | —         | MPC                           |
| 56730      | 2000 NK15  | 5 jul 2000  | Anderson Mesa   | LONEOS          | —         | MPC                           |
| 56731      | 2000 NP16  | 5 jul 2000  | Anderson Mesa   | LONEOS          | Eos       | MPC                           |
| 56732      | 2000 NQ16  | 5 jul 2000  | Anderson Mesa   | LONEOS          | —         | MPC                           |
| 56733      | 2000 NK17  | 5 jul 2000  | Anderson Mesa   | LONEOS          | Ursula    | MPC                           |
| 56734      | 2000 NM17  | 5 jul 2000  | Anderson Mesa   | LONEOS          | —         | MPC                           |
| 56735      | 2000 NB18  | 5 jul 2000  | Anderson Mesa   | LONEOS          | —         | MPC                           |
| 56736      | 2000 NX19  | 5 jul 2000  | Anderson Mesa   | LONEOS          | —         | MPC                           |
| 56737      | 2000 NS20  | 6 jul 2000  | Anderson Mesa   | LONEOS          | —         | MPC                           |
| 56738      | 2000 NV20  | 6 jul 2000  | Anderson Mesa   | LONEOS          | —         | MPC                           |
| 56739      | 2000 NG21  | 7 jul 2000  | Anderson Mesa   | LONEOS          | Phocaea   | MPC                           |
| 56740      | 2000 NC23  | 5 jul 2000  | Anderson Mesa   | LONEOS          | Eos       | MPC                           |
| 56741      | 2000 ND24  | 5 jul 2000  | Kitt Peak       | Spacewatch      | —         | MPC                           |
| 56742      | 2000 NB25  | 4 jul 2000  | Anderson Mesa   | LONEOS          | —         | MPC                           |
| 56743      | 2000 ND26  | 4 jul 2000  | Anderson Mesa   | LONEOS          | —         | MPC                           |
| 56744      | 2000 NN26  | 4 jul 2000  | Anderson Mesa   | LONEOS          | Brangane  | MPC                           |
| 56745      | 2000 NU26  | 4 jul 2000  | Anderson Mesa   | LONEOS          | —         | MPC                           |
| 56746      | 2000 OO2   | 27 jul 2000 | Črni Vrh        | Črni Vrh        | —         | MPC                           |
| 56747      | 2000 OD4   | 24 jul 2000 | Socorro         | LINEAR          | Brangane  | MPC                           |
| 56748      | 2000 OF4   | 24 jul 2000 | Socorro         | LINEAR          | Meliboea  | MPC                           |
| 56749      | 2000 OJ4   | 24 jul 2000 | Socorro         | LINEAR          | —         | MPC                           |
| 56750      | 2000 OT4   | 24 jul 2000 | Socorro         | LINEAR          | —         | MPC                           |
| 56751      | 2000 OU4   | 24 jul 2000 | Socorro         | LINEAR          | Brangane  | MPC                           |
| 56752      | 2000 OA5   | 24 jul 2000 | Socorro         | LINEAR          | —         | MPC                           |
| 56753      | 2000 OG6   | 29 jul 2000 | Socorro         | LINEAR          | —         | MPC                           |
| 56754      | 2000 OP10  | 23 jul 2000 | Socorro         | LINEAR          | —         | MPC                           |
| 56755      | 2000 OT12  | 23 jul 2000 | Socorro         | LINEAR          | —         | MPC                           |
| 56756      | 2000 OW14  | 23 jul 2000 | Socorro         | LINEAR          | —         | MPC                           |
| 56757      | 2000 OQ17  | 23 jul 2000 | Socorro         | LINEAR          | —         | MPC                           |
| 56758      | 2000 OU17  | 23 jul 2000 | Socorro         | LINEAR          | Phocaea   | MPC                           |
| 56759      | 2000 OU18  | 23 jul 2000 | Socorro         | LINEAR          | —         | MPC                           |
| 56760      | 2000 OY18  | 23 jul 2000 | Socorro         | LINEAR          | —         | MPC                           |
| 56761      | 2000 OH19  | 29 jul 2000 | Socorro         | LINEAR          | —         | MPC                           |
| 56762      | 2000 OB23  | 23 jul 2000 | Socorro         | LINEAR          | —         | MPC                           |
| 56763      | 2000 OC23  | 23 jul 2000 | Socorro         | LINEAR          | —         | MPC                           |
| 56764      | 2000 ON24  | 23 jul 2000 | Socorro         | LINEAR          | —         | MPC                           |
| 56765      | 2000 OD25  | 23 jul 2000 | Socorro         | LINEAR          | —         | MPC                           |
| 56766      | 2000 OK25  | 23 jul 2000 | Socorro         | LINEAR          | —         | MPC                           |
| 56767      | 2000 OP26  | 23 jul 2000 | Socorro         | LINEAR          | —         | MPC                           |
| 56768      | 2000 OS27  | 23 jul 2000 | Socorro         | LINEAR          | —         | MPC                           |
| 56769      | 2000 OE28  | 24 jul 2000 | Socorro         | LINEAR          | Phocaea   | MPC                           |
| 56770      | 2000 OA30  | 30 jul 2000 | Socorro         | LINEAR          | —         | MPC                           |
| 56771      | 2000 OS30  | 30 jul 2000 | Socorro         | LINEAR          | —         | MPC                           |
| 56772      | 2000 OW30  | 30 jul 2000 | Socorro         | LINEAR          | —         | MPC                           |
| 56773      | 2000 OO35  | 31 jul 2000 | Socorro         | LINEAR          | Brangane  | MPC                           |
| 56774      | 2000 OH37  | 30 jul 2000 | Socorro         | LINEAR          | —         | MPC                           |
| 56775      | 2000 OU37  | 30 jul 2000 | Socorro         | LINEAR          | Phocaea   | MPC                           |
| 56776      | 2000 OQ38  | 30 jul 2000 | Socorro         | LINEAR          | —         | MPC                           |
| 56777      | 2000 OC39  | 30 jul 2000 | Socorro         | LINEAR          | —         | MPC                           |
| 56778      | 2000 OM39  | 30 jul 2000 | Socorro         | LINEAR          | —         | MPC                           |
| 56779      | 2000 OH41  | 30 jul 2000 | Socorro         | LINEAR          | Phocaea   | MPC                           |
| 56780      | 2000 OJ43  | 30 jul 2000 | Socorro         | LINEAR          | —         | MPC                           |
| 56781      | 2000 OT43  | 30 jul 2000 | Socorro         | LINEAR          | —         | MPC                           |
| 56782      | 2000 OC46  | 30 jul 2000 | Socorro         | LINEAR          | —         | MPC                           |
| 56783      | 2000 OG51  | 30 jul 2000 | Socorro         | LINEAR          | —         | MPC                           |
| 56784      | 2000 OH53  | 30 jul 2000 | Socorro         | LINEAR          | —         | MPC                           |
| 56785      | 2000 OS53  | 30 jul 2000 | Socorro         | LINEAR          | —         | MPC                           |
| 56786      | 2000 OX53  | 29 jul 2000 | Anderson Mesa   | LONEOS          | —         | MPC                           |
| 56787      | 2000 OZ53  | 29 jul 2000 | Anderson Mesa   | LONEOS          | Brangane  | MPC                           |
| 56788      | 2000 OA54  | 29 jul 2000 | Anderson Mesa   | LONEOS          | —         | MPC                           |
| 56789      | 2000 OU54  | 29 jul 2000 | Anderson Mesa   | LONEOS          | —         | MPC                           |
| 56790      | 2000 OZ55  | 29 jul 2000 | Anderson Mesa   | LONEOS          | —         | MPC                           |
| 56791      | 2000 OH56  | 29 jul 2000 | Anderson Mesa   | LONEOS          | —         | MPC                           |
| 56792      | 2000 OP56  | 29 jul 2000 | Anderson Mesa   | LONEOS          | —         | MPC                           |
| 56793      | 2000 OB60  | 29 jul 2000 | Anderson Mesa   | LONEOS          | —         | MPC                           |
| 56794      | 2000 OO60  | 29 jul 2000 | Anderson Mesa   | LONEOS          | —         | MPC                           |
| 56795      | 2000 OE67  | 31 jul 2000 | Cerro Tololo    | M. W. Buie      | —         | MPC                           |
| 56796      | 2000 PT    | 1 ago 2000  | Socorro         | LINEAR          | —         | MPC                           |
| 56797      | 2000 PC2   | 1 ago 2000  | Socorro         | LINEAR          | —         | MPC                           |
| 56798      | 2000 PW3   | 3 ago 2000  | Bisei SG Center | BATTeRS         | —         | MPC                           |
| 56799      | 2000 PN4   | 2 ago 2000  | Socorro         | LINEAR          | —         | MPC                           |
| 56800      | 2000 PO4   | 3 ago 2000  | Socorro         | LINEAR          | —         | MPC                           |

## 56801–56900
| Designação | Designação | Descoberta  | Descoberta          | Descobridor(es)       | Categoria | Mais informações / Referência |
| Permanente | Provisória | Data        | Local               | Descobridor(es)       | Categoria | Mais informações / Referência |
| ---------- | ---------- | ----------- | ------------------- | --------------------- | --------- | ----------------------------- |
| 56801      | 2000 PF9   | 6 ago 2000  | Siding Spring       | R. H. McNaught        | —         | MPC                           |
| 56802      | 2000 PZ9   | 1 ago 2000  | Socorro             | LINEAR                | —         | MPC                           |
| 56803      | 2000 PA11  | 1 ago 2000  | Socorro             | LINEAR                | —         | MPC                           |
| 56804      | 2000 PP12  | 3 ago 2000  | Socorro             | LINEAR                | Brangane  | MPC                           |
| 56805      | 2000 PR12  | 3 ago 2000  | Socorro             | LINEAR                | —         | MPC                           |
| 56806      | 2000 PM14  | 1 ago 2000  | Socorro             | LINEAR                | —         | MPC                           |
| 56807      | 2000 PR14  | 1 ago 2000  | Socorro             | LINEAR                | —         | MPC                           |
| 56808      | 2000 PO15  | 1 ago 2000  | Socorro             | LINEAR                | —         | MPC                           |
| 56809      | 2000 PE16  | 1 ago 2000  | Socorro             | LINEAR                | —         | MPC                           |
| 56810      | 2000 PU16  | 1 ago 2000  | Socorro             | LINEAR                | —         | MPC                           |
| 56811      | 2000 PG19  | 1 ago 2000  | Socorro             | LINEAR                | Brangane  | MPC                           |
| 56812      | 2000 PM21  | 1 ago 2000  | Socorro             | LINEAR                | —         | MPC                           |
| 56813      | 2000 PN22  | 1 ago 2000  | Socorro             | LINEAR                | —         | MPC                           |
| 56814      | 2000 PD29  | 1 ago 2000  | Socorro             | LINEAR                | —         | MPC                           |
| 56815      | 2000 PS29  | 1 ago 2000  | Socorro             | LINEAR                | —         | MPC                           |
| 56816      | 2000 QQ    | 21 ago 2000 | Reedy Creek         | J. Broughton          | —         | MPC                           |
| 56817      | 2000 QF1   | 23 ago 2000 | Reedy Creek         | J. Broughton          | —         | MPC                           |
| 56818      | 2000 QV3   | 24 ago 2000 | Socorro             | LINEAR                | Brangane  | MPC                           |
| 56819      | 2000 QQ5   | 24 ago 2000 | Socorro             | LINEAR                | —         | MPC                           |
| 56820      | 2000 QK8   | 26 ago 2000 | Višnjan Observatory | K. Korlević, M. Jurić | —         | MPC                           |
| 56821      | 2000 QC11  | 24 ago 2000 | Socorro             | LINEAR                | Mitidika  | MPC                           |
| 56822      | 2000 QR12  | 24 ago 2000 | Socorro             | LINEAR                | —         | MPC                           |
| 56823      | 2000 QZ12  | 24 ago 2000 | Socorro             | LINEAR                | —         | MPC                           |
| 56824      | 2000 QA13  | 24 ago 2000 | Socorro             | LINEAR                | —         | MPC                           |
| 56825      | 2000 QA14  | 24 ago 2000 | Socorro             | LINEAR                | —         | MPC                           |
| 56826      | 2000 QA25  | 25 ago 2000 | Socorro             | LINEAR                | —         | MPC                           |
| 56827      | 2000 QB28  | 24 ago 2000 | Socorro             | LINEAR                | —         | MPC                           |
| 56828      | 2000 QE28  | 24 ago 2000 | Socorro             | LINEAR                | Ursula    | MPC                           |
| 56829      | 2000 QL28  | 24 ago 2000 | Socorro             | LINEAR                | —         | MPC                           |
| 56830      | 2000 QT29  | 25 ago 2000 | Socorro             | LINEAR                | —         | MPC                           |
| 56831      | 2000 QZ30  | 26 ago 2000 | Socorro             | LINEAR                | Brangane  | MPC                           |
| 56832      | 2000 QM31  | 26 ago 2000 | Socorro             | LINEAR                | —         | MPC                           |
| 56833      | 2000 QN33  | 26 ago 2000 | Socorro             | LINEAR                | —         | MPC                           |
| 56834      | 2000 QO35  | 28 ago 2000 | Višnjan Observatory | K. Korlević           | —         | MPC                           |
| 56835      | 2000 QM36  | 24 ago 2000 | Socorro             | LINEAR                | —         | MPC                           |
| 56836      | 2000 QK39  | 24 ago 2000 | Socorro             | LINEAR                | —         | MPC                           |
| 56837      | 2000 QX39  | 24 ago 2000 | Socorro             | LINEAR                | —         | MPC                           |
| 56838      | 2000 QK40  | 24 ago 2000 | Socorro             | LINEAR                | —         | MPC                           |
| 56839      | 2000 QM40  | 24 ago 2000 | Socorro             | LINEAR                | —         | MPC                           |
| 56840      | 2000 QW41  | 24 ago 2000 | Socorro             | LINEAR                | —         | MPC                           |
| 56841      | 2000 QS42  | 24 ago 2000 | Socorro             | LINEAR                | Brangane  | MPC                           |
| 56842      | 2000 QJ44  | 24 ago 2000 | Socorro             | LINEAR                | —         | MPC                           |
| 56843      | 2000 QK45  | 24 ago 2000 | Socorro             | LINEAR                | Maria     | MPC                           |
| 56844      | 2000 QP45  | 24 ago 2000 | Socorro             | LINEAR                | —         | MPC                           |
| 56845      | 2000 QL50  | 24 ago 2000 | Socorro             | LINEAR                | Eos       | MPC                           |
| 56846      | 2000 QF53  | 24 ago 2000 | Socorro             | LINEAR                | —         | MPC                           |
| 56847      | 2000 QB59  | 26 ago 2000 | Socorro             | LINEAR                | —         | MPC                           |
| 56848      | 2000 QC59  | 26 ago 2000 | Socorro             | LINEAR                | —         | MPC                           |
| 56849      | 2000 QH61  | 28 ago 2000 | Socorro             | LINEAR                | —         | MPC                           |
| 56850      | 2000 QT61  | 28 ago 2000 | Socorro             | LINEAR                | —         | MPC                           |
| 56851      | 2000 QU64  | 28 ago 2000 | Socorro             | LINEAR                | —         | MPC                           |
| 56852      | 2000 QP65  | 28 ago 2000 | Socorro             | LINEAR                | —         | MPC                           |
| 56853      | 2000 QQ67  | 28 ago 2000 | Socorro             | LINEAR                | —         | MPC                           |
| 56854      | 2000 QL71  | 24 ago 2000 | Socorro             | LINEAR                | —         | MPC                           |
| 56855      | 2000 QJ73  | 24 ago 2000 | Socorro             | LINEAR                | —         | MPC                           |
| 56856      | 2000 QM73  | 24 ago 2000 | Socorro             | LINEAR                | —         | MPC                           |
| 56857      | 2000 QS75  | 24 ago 2000 | Socorro             | LINEAR                | —         | MPC                           |
| 56858      | 2000 QZ77  | 24 ago 2000 | Socorro             | LINEAR                | —         | MPC                           |
| 56859      | 2000 QA82  | 24 ago 2000 | Socorro             | LINEAR                | —         | MPC                           |
| 56860      | 2000 QP85  | 25 ago 2000 | Socorro             | LINEAR                | —         | MPC                           |
| 56861      | 2000 QW86  | 25 ago 2000 | Socorro             | LINEAR                | —         | MPC                           |
| 56862      | 2000 QS90  | 25 ago 2000 | Socorro             | LINEAR                | —         | MPC                           |
| 56863      | 2000 QZ90  | 25 ago 2000 | Socorro             | LINEAR                | —         | MPC                           |
| 56864      | 2000 QG91  | 25 ago 2000 | Socorro             | LINEAR                | —         | MPC                           |
| 56865      | 2000 QY91  | 25 ago 2000 | Socorro             | LINEAR                | —         | MPC                           |
| 56866      | 2000 QN94  | 26 ago 2000 | Socorro             | LINEAR                | —         | MPC                           |
| 56867      | 2000 QL97  | 28 ago 2000 | Socorro             | LINEAR                | —         | MPC                           |
| 56868      | 2000 QT101 | 28 ago 2000 | Socorro             | LINEAR                | —         | MPC                           |
| 56869      | 2000 QS102 | 28 ago 2000 | Socorro             | LINEAR                | —         | MPC                           |
| 56870      | 2000 QL104 | 28 ago 2000 | Socorro             | LINEAR                | —         | MPC                           |
| 56871      | 2000 QB108 | 29 ago 2000 | Socorro             | LINEAR                | Ursula    | MPC                           |
| 56872      | 2000 QD109 | 29 ago 2000 | Socorro             | LINEAR                | —         | MPC                           |
| 56873      | 2000 QG110 | 24 ago 2000 | Socorro             | LINEAR                | —         | MPC                           |
| 56874      | 2000 QX110 | 24 ago 2000 | Socorro             | LINEAR                | —         | MPC                           |
| 56875      | 2000 QE111 | 24 ago 2000 | Socorro             | LINEAR                | —         | MPC                           |
| 56876      | 2000 QN111 | 24 ago 2000 | Socorro             | LINEAR                | —         | MPC                           |
| 56877      | 2000 QA113 | 24 ago 2000 | Socorro             | LINEAR                | —         | MPC                           |
| 56878      | 2000 QT115 | 25 ago 2000 | Socorro             | LINEAR                | —         | MPC                           |
| 56879      | 2000 QW118 | 25 ago 2000 | Socorro             | LINEAR                | —         | MPC                           |
| 56880      | 2000 QS120 | 25 ago 2000 | Socorro             | LINEAR                | Brangane  | MPC                           |
| 56881      | 2000 QE122 | 25 ago 2000 | Socorro             | LINEAR                | —         | MPC                           |
| 56882      | 2000 QT122 | 25 ago 2000 | Socorro             | LINEAR                | —         | MPC                           |
| 56883      | 2000 QH125 | 31 ago 2000 | Socorro             | LINEAR                | Brangane  | MPC                           |
| 56884      | 2000 QK125 | 31 ago 2000 | Socorro             | LINEAR                | —         | MPC                           |
| 56885      | 2000 QP127 | 24 ago 2000 | Socorro             | LINEAR                | —         | MPC                           |
| 56886      | 2000 QG131 | 24 ago 2000 | Socorro             | LINEAR                | —         | MPC                           |
| 56887      | 2000 QZ131 | 26 ago 2000 | Socorro             | LINEAR                | —         | MPC                           |
| 56888      | 2000 QG134 | 26 ago 2000 | Socorro             | LINEAR                | —         | MPC                           |
| 56889      | 2000 QC137 | 29 ago 2000 | Socorro             | LINEAR                | Ursula    | MPC                           |
| 56890      | 2000 QM137 | 31 ago 2000 | Socorro             | LINEAR                | —         | MPC                           |
| 56891      | 2000 QH139 | 31 ago 2000 | Socorro             | LINEAR                | Phocaea   | MPC                           |
| 56892      | 2000 QB142 | 31 ago 2000 | Socorro             | LINEAR                | Brangane  | MPC                           |
| 56893      | 2000 QD145 | 31 ago 2000 | Socorro             | LINEAR                | Phocaea   | MPC                           |
| 56894      | 2000 QP145 | 31 ago 2000 | Socorro             | LINEAR                | —         | MPC                           |
| 56895      | 2000 QS149 | 25 ago 2000 | Socorro             | LINEAR                | —         | MPC                           |
| 56896      | 2000 QN155 | 31 ago 2000 | Socorro             | LINEAR                | —         | MPC                           |
| 56897      | 2000 QC158 | 31 ago 2000 | Socorro             | LINEAR                | Brangane  | MPC                           |
| 56898      | 2000 QH158 | 31 ago 2000 | Socorro             | LINEAR                | —         | MPC                           |
| 56899      | 2000 QO158 | 31 ago 2000 | Socorro             | LINEAR                | —         | MPC                           |
| 56900      | 2000 QR161 | 31 ago 2000 | Socorro             | LINEAR                | Brangane  | MPC                           |

## 56901–57000
| Designação       | Designação | Descoberta  | Descoberta      | Descobridor(es) | Categoria | Mais informações / Referência |
| Permanente       | Provisória | Data        | Local           | Descobridor(es) | Categoria | Mais informações / Referência |
| ---------------- | ---------- | ----------- | --------------- | --------------- | --------- | ----------------------------- |
| 56901            | 2000 QR162 | 31 ago 2000 | Socorro         | LINEAR          | —         | MPC                           |
| 56902            | 2000 QT164 | 31 ago 2000 | Socorro         | LINEAR          | —         | MPC                           |
| 56903            | 2000 QR170 | 31 ago 2000 | Socorro         | LINEAR          | —         | MPC                           |
| 56904            | 2000 QP171 | 31 ago 2000 | Socorro         | LINEAR          | —         | MPC                           |
| 56905            | 2000 QB176 | 31 ago 2000 | Socorro         | LINEAR          | —         | MPC                           |
| 56906            | 2000 QY184 | 26 ago 2000 | Socorro         | LINEAR          | —         | MPC                           |
| 56907            | 2000 QJ185 | 26 ago 2000 | Socorro         | LINEAR          | Brangane  | MPC                           |
| 56908            | 2000 QX185 | 26 ago 2000 | Socorro         | LINEAR          | —         | MPC                           |
| 56909            | 2000 QP190 | 26 ago 2000 | Socorro         | LINEAR          | —         | MPC                           |
| 56910            | 2000 QJ192 | 26 ago 2000 | Socorro         | LINEAR          | Brangane  | MPC                           |
| 56911            | 2000 QY192 | 26 ago 2000 | Socorro         | LINEAR          | —         | MPC                           |
| 56912            | 2000 QH195 | 26 ago 2000 | Socorro         | LINEAR          | —         | MPC                           |
| 56913            | 2000 QS200 | 29 ago 2000 | Socorro         | LINEAR          | Brangane  | MPC                           |
| 56914            | 2000 QP203 | 29 ago 2000 | Socorro         | LINEAR          | —         | MPC                           |
| 56915            | 2000 QW206 | 31 ago 2000 | Socorro         | LINEAR          | Phocaea   | MPC                           |
| 56916            | 2000 QU210 | 31 ago 2000 | Socorro         | LINEAR          | —         | MPC                           |
| 56917            | 2000 QO221 | 21 ago 2000 | Anderson Mesa   | LONEOS          | —         | MPC                           |
| 56918            | 2000 QQ230 | 31 ago 2000 | Socorro         | LINEAR          | —         | MPC                           |
| 56919            | 2000 QF251 | 21 ago 2000 | Anderson Mesa   | LONEOS          | —         | MPC                           |
| 56920            | 2000 RA1   | 1 set 2000  | Socorro         | LINEAR          | —         | MPC                           |
| 56921            | 2000 RW3   | 1 set 2000  | Socorro         | LINEAR          | Brangane  | MPC                           |
| 56922            | 2000 RE15  | 1 set 2000  | Socorro         | LINEAR          | —         | MPC                           |
| 56923            | 2000 RB19  | 1 set 2000  | Socorro         | LINEAR          | —         | MPC                           |
| 56924            | 2000 RJ20  | 1 set 2000  | Socorro         | LINEAR          | —         | MPC                           |
| 56925            | 2000 RG21  | 1 set 2000  | Socorro         | LINEAR          | Phocaea   | MPC                           |
| 56926            | 2000 RX21  | 1 set 2000  | Socorro         | LINEAR          | —         | MPC                           |
| 56927            | 2000 RT22  | 1 set 2000  | Socorro         | LINEAR          | —         | MPC                           |
| 56928            | 2000 RF27  | 1 set 2000  | Socorro         | LINEAR          | —         | MPC                           |
| 56929            | 2000 RY27  | 1 set 2000  | Socorro         | LINEAR          | —         | MPC                           |
| 56930            | 2000 RY28  | 1 set 2000  | Socorro         | LINEAR          | Brangane  | MPC                           |
| 56931            | 2000 RM32  | 1 set 2000  | Socorro         | LINEAR          | —         | MPC                           |
| 56932            | 2000 RT40  | 3 set 2000  | Socorro         | LINEAR          | —         | MPC                           |
| 56933            | 2000 RZ40  | 3 set 2000  | Socorro         | LINEAR          | —         | MPC                           |
| 56934            | 2000 RE41  | 3 set 2000  | Socorro         | LINEAR          | Brangane  | MPC                           |
| 56935            | 2000 RU41  | 3 set 2000  | Socorro         | LINEAR          | —         | MPC                           |
| 56936            | 2000 RW53  | 1 set 2000  | Socorro         | LINEAR          | —         | MPC                           |
| 56937            | 2000 RD64  | 3 set 2000  | Socorro         | LINEAR          | —         | MPC                           |
| 56938            | 2000 RO65  | 1 set 2000  | Socorro         | LINEAR          | Phocaea   | MPC                           |
| 56939            | 2000 RC68  | 2 set 2000  | Socorro         | LINEAR          | —         | MPC                           |
| 56940            | 2000 RG70  | 2 set 2000  | Socorro         | LINEAR          | —         | MPC                           |
| 56941            | 2000 RQ73  | 2 set 2000  | Socorro         | LINEAR          | —         | MPC                           |
| 56942            | 2000 RL75  | 3 set 2000  | Socorro         | LINEAR          | —         | MPC                           |
| 56943            | 2000 RF76  | 4 set 2000  | Socorro         | LINEAR          | —         | MPC                           |
| 56944            | 2000 RS85  | 2 set 2000  | Socorro         | LINEAR          | —         | MPC                           |
| 56945            | 2000 RG88  | 3 set 2000  | Socorro         | LINEAR          | —         | MPC                           |
| 56946            | 2000 RZ88  | 3 set 2000  | Socorro         | LINEAR          | —         | MPC                           |
| 56947            | 2000 RZ93  | 4 set 2000  | Kitt Peak       | Spacewatch      | —         | MPC                           |
| 56948            | 2000 RR98  | 5 set 2000  | Anderson Mesa   | LONEOS          | —         | MPC                           |
| 56949            | 2000 RQ100 | 5 set 2000  | Anderson Mesa   | LONEOS          | —         | MPC                           |
| 56950            | 2000 SA2   | 20 set 2000 | Socorro         | LINEAR          | —         | MPC                           |
| 56951            | 2000 SK2   | 20 set 2000 | Socorro         | LINEAR          | —         | MPC                           |
| 56952            | 2000 SU3   | 20 set 2000 | Socorro         | LINEAR          | —         | MPC                           |
| 56953            | 2000 SN6   | 20 set 2000 | Socorro         | LINEAR          | —         | MPC                           |
| 56954            | 2000 SF7   | 24 set 2000 | Bisei SG Center | BATTeRS         | —         | MPC                           |
| 56955            | 2000 ST14  | 23 set 2000 | Socorro         | LINEAR          | —         | MPC                           |
| 56956            | 2000 SH19  | 23 set 2000 | Socorro         | LINEAR          | —         | MPC                           |
| 56957 Seohideaki | 2000 SY20  | 24 set 2000 | Bisei SG Center | BATTeRS         | —         | MPC                           |
| 56958            | 2000 ST28  | 23 set 2000 | Socorro         | LINEAR          | —         | MPC                           |
| 56959            | 2000 SU45  | 22 set 2000 | Socorro         | LINEAR          | —         | MPC                           |
| 56960            | 2000 SN46  | 23 set 2000 | Socorro         | LINEAR          | —         | MPC                           |
| 56961            | 2000 SR60  | 24 set 2000 | Socorro         | LINEAR          | —         | MPC                           |
| 56962            | 2000 SW65  | 24 set 2000 | Socorro         | LINEAR          | —         | MPC                           |
| 56963            | 2000 SX68  | 24 set 2000 | Socorro         | LINEAR          | —         | MPC                           |
| 56964            | 2000 SY79  | 24 set 2000 | Socorro         | LINEAR          | —         | MPC                           |
| 56965            | 2000 SJ83  | 24 set 2000 | Socorro         | LINEAR          | —         | MPC                           |
| 56966            | 2000 ST86  | 24 set 2000 | Socorro         | LINEAR          | —         | MPC                           |
| 56967            | 2000 SG91  | 23 set 2000 | Socorro         | LINEAR          | —         | MPC                           |
| 56968            | 2000 SA92  | 23 set 2000 | Socorro         | LINEAR          | —         | MPC                           |
| 56969            | 2000 SW106 | 24 set 2000 | Socorro         | LINEAR          | —         | MPC                           |
| 56970            | 2000 SJ111 | 24 set 2000 | Socorro         | LINEAR          | —         | MPC                           |
| 56971            | 2000 SG120 | 24 set 2000 | Socorro         | LINEAR          | —         | MPC                           |
| 56972            | 2000 SP140 | 23 set 2000 | Socorro         | LINEAR          | —         | MPC                           |
| 56973            | 2000 SA142 | 23 set 2000 | Socorro         | LINEAR          | —         | MPC                           |
| 56974            | 2000 SS142 | 23 set 2000 | Socorro         | LINEAR          | —         | MPC                           |
| 56975            | 2000 SP161 | 19 set 2000 | Haleakalā       | NEAT            | —         | MPC                           |
| 56976            | 2000 SS161 | 20 set 2000 | Haleakala       | NEAT            | —         | MPC                           |
| 56977            | 2000 SB173 | 28 set 2000 | Socorro         | LINEAR          | —         | MPC                           |
| 56978            | 2000 SR173 | 28 set 2000 | Socorro         | LINEAR          | —         | MPC                           |
| 56979            | 2000 SB175 | 28 set 2000 | Socorro         | LINEAR          | —         | MPC                           |
| 56980            | 2000 SS177 | 28 set 2000 | Socorro         | LINEAR          | —         | MPC                           |
| 56981            | 2000 SQ182 | 20 set 2000 | Socorro         | LINEAR          | —         | MPC                           |
| 56982            | 2000 SE189 | 22 set 2000 | Kitt Peak       | Spacewatch      | —         | MPC                           |
| 56983            | 2000 SF190 | 23 set 2000 | Kitt Peak       | Spacewatch      | —         | MPC                           |
| 56984            | 2000 SX193 | 24 set 2000 | Socorro         | LINEAR          | —         | MPC                           |
| 56985            | 2000 SR202 | 24 set 2000 | Socorro         | LINEAR          | Pallas    | MPC                           |
| 56986            | 2000 SR210 | 25 set 2000 | Socorro         | LINEAR          | —         | MPC                           |
| 56987            | 2000 SR211 | 25 set 2000 | Socorro         | LINEAR          | —         | MPC                           |
| 56988            | 2000 SV241 | 24 set 2000 | Socorro         | LINEAR          | —         | MPC                           |
| 56989            | 2000 SS242 | 24 set 2000 | Socorro         | LINEAR          | —         | MPC                           |
| 56990            | 2000 SZ242 | 24 set 2000 | Socorro         | LINEAR          | —         | MPC                           |
| 56991            | 2000 SB282 | 23 set 2000 | Socorro         | LINEAR          | —         | MPC                           |
| 56992            | 2000 SM286 | 25 set 2000 | Socorro         | LINEAR          | —         | MPC                           |
| 56993            | 2000 SA291 | 27 set 2000 | Socorro         | LINEAR          | Ursula    | MPC                           |
| 56994            | 2000 SR292 | 27 set 2000 | Socorro         | LINEAR          | —         | MPC                           |
| 56995            | 2000 SU299 | 28 set 2000 | Socorro         | LINEAR          | —         | MPC                           |
| 56996            | 2000 SP307 | 30 set 2000 | Socorro         | LINEAR          | —         | MPC                           |
| 56997            | 2000 SV309 | 25 set 2000 | Socorro         | LINEAR          | —         | MPC                           |
| 56998            | 2000 SA310 | 26 set 2000 | Socorro         | LINEAR          | —         | MPC                           |
| 56999            | 2000 SD317 | 30 set 2000 | Socorro         | LINEAR          | —         | MPC                           |
| 57000            | 2000 SJ319 | 26 set 2000 | Socorro         | LINEAR          | —         | MPC                           |